# Provincia de Zamora
Zamora es una provincia española del noroeste de la comunidad autónoma de Castilla y León, cuya capital y ciudad más poblada es Zamora.
Tiene una extensión de 10 561 km², lo que representa el 2,1 % de la superficie de España, y está situada entre los paralelos 41° 8′ y 42° 15′ N y los meridianos 5° 15′ y 7° 2′ O, tomando como base el meridiano de Greenwich. El 1 de enero de 2024 contaba con una población total de 166 253 habitantes. Limita al norte con la provincia de León, por el este con la provincia de Valladolid, por el sur con la de Salamanca, y por el oeste con Portugal y con Galicia a la altura de la provincia de Orense.
La provincia tiene 520 núcleos de población, agrupados en 248 municipios, de los cuales más de la mitad cuentan con menos de 250 habitantes, dieciséis de ellos tienen más de 1000 habitantes y solo Benavente, Toro y Zamora capital superan los 5000 habitantes.
Como tal, quedó constituida en la división territorial de España en 1833, tras las reformas llevadas a cabo por Javier de Burgos, formando parte, aunque sin operatividad administrativa, de la región de León. Está dividida en 248 municipios, agrupados en cinco partidos judiciales: Toro, Zamora, Benavente, Sanabria y Villalpando.

## Toponimia
La provincia de Zamora, toma su nombre de la ciudad de Zamora, su capital provincial. No hay unanimidad sobre el origen de este topónimo. Para algunos, su primera denominación sería romana, siendo citada en el Itinerario de Antonino con el nombre Ocellum Duri (Los Ojos del Duero), del que, por una especie de acrónimo (ce-m-uri), resultaría el nombre actual. Su origen, por tanto, pudo ser una de las clásicas mansiones que flanqueaban las calzadas romanas de la época, en este caso la Vía de la Plata. En 569, ya en plena época visigoda, aparece citado el enclave con el nombre de Semure, pasando a denominarse Azemur (olivar silvestre) o سمورة Samura durante la dominación musulmana. Después de la Reconquista, en torno al año 754, por parte del rey Alfonso I de Asturias y tras ser reconstruida y repoblada por el rey Fernando I de León (1010-1065) en el siglo XI, pasa a denominarse Zamora.

## Símbolos

### Escudo
El escudo de la provincia de Zamora posee la siguiente descripción heráldica:
Escudo dividido en siete cuarteles:
- En el primer cuartel, manteado, en el primero de oro, un toro rampante y contornado en su color, el segundo de plata, un león rampante de gules, mantel de sínople que es el escudo de Toro.
- En el segundo, de plata, un puente de oro mamposteado de sable y cimado de la imagen de la Virgen María con el Niño, rodeada en su diestra y siniestra de una torre, del mismo metal (color), mamposteada de sable y aclarada de gules que es el de Benavente.
- En el tercero, blasón español fajado con ocho fajas de azur y oro, brochante sobre el escudo un sol de oro con rayos del mismo metal que es el de Villalpando.
- En el cuarto, manteado, en el primero y el segundo, de gules, una torre de oro mamposteada de sable, mantel de plata, un león rampante de gules que es el de Alcañices.
- En el quinto, de azur, una cruz de San Andrés de oro, acompañada de cuatro lises del mismo metal colocadas en aspa, bordura de azur cargada con ocho crecientes que es el de Puebla de Sanabria.
- En el sexto, de oro, un castillo de lo mismo almenado de tres almenas, mamposteado de sable que es el de Bermillo de Sayago.
- En el séptimo, de plata, un águila bicéfala de sable superada de una corona real cerrada y acompañado en su diestra y siniestra de un estandarte de que es el de Fuentesaúco.

Sobre el todo escusón partido, de plata, un brazo armado de lo mismo portando una bandera fajada de gules y, también de plata y terrazada de sínople, un puente de plata, mamposteado de sable y rodeado de dos torres sobre ondas de azur y plata que es el escudo de la Ciudad de Zamora.
Al timbre corona real cerrada.
El escudo incluye los escudos de los municipios que eran cabeza de Partido Judicial. Actualmente solo existen los Partidos de Benavente, Puebla de Sanabria, Toro, Villalpando y Zamora, los de Fuentesaúco, Alcañices y Bermillo fueron suprimidos.

### Bandera
La provincia de Zamora carece de una bandera con reconocimiento oficial. Si bien la conocida como la Seña Bermeja, bandera de la ciudad de Zamora, ondea oficiosamente en las sedes de la Diputación Provincial y la totalidad de los ayuntamientos de la provincia. Está se compone de ocho tiras rojas que representan las ocho victorias obtenidas por Viriato sobre diversos pretores y cónsules romanos, y una banda verde esmeralda; banda que Fernando V de Castilla colgaba sobre su hombro y que colocó coronando la Seña Bermeja, en recompensa y reconocimiento de los auxilios prestados en la batalla de Toro, que tuvo lugar en la vega de Toro, cerca de Peleagonzalo, en marzo de 1476.

## Geografía
La provincia de Zamora cuenta con una superficie de 10 561 km² y limita al norte y sur con las provincias de León y Salamanca respectivamente, al este con la de Valladolid y al oeste con la provincia gallega de Orense y con el distrito portugués de Braganza.
Comprendida en la submeseta norte, su territorio presenta numerosos contrastes. Destaca una zona montañosa al noroeste, ocupada por parte de los montes de León, con alturas que llegan a los 2127 m (Peña Trevinca). En la zona occidental de la provincia, la sierra de la Culebra registra alturas de hasta 1241 m (Peña Mira) y acoge en su seno la reserva regional de caza de su mismo nombre, con importantes poblaciones de lobo ibérico (las más significativas de la península), ciervos y jabalíes, entre otros. Al suroeste de la provincia el río Duero discurre encajonado en una garganta denominada los Arribes del Duero con desniveles de hasta 300 m, constituyendo una frontera natural con Portugal. La zona centro, este y sur presenta la típica llanura meseteña, con excepción de los parajes-miradores de Peñausende, denominados Teso Santo y El Castillo, ambos cercanos a los 1000 m de altitud sobre el nivel del mar.
Su altura mínima se registra al suroeste del municipio de Fermoselle sobre los 330 m y su altura máxima en Peña Trevinca 2127 m en el municipio sanabrés de Porto.

### Fisiografía
Desde el punto de vista fisiográfico, la provincia se caracteriza por unas extensas llanuras o campiñas que son cruzadas por amplias y fértiles vegas. Esta morfología mesetaria se ve rota en su borde norte por la sierra de la Cabrera, que marca el límite con la provincia de León y la Segundera que limita con Galicia. La Cabrera, estructurada en tres macizos: las sierras de los Corzos, de la Cabrera Baja y de Peñas Negras, se prolonga hacia el este a través de las sierras de San Ciprián, de Escudero, de Carpurias y de Peña Hermosa hasta desaparecer bajo los sedimentos de la cuenca del Duero. En el borde sur de la comarca de Sanabria, las sierras de Marabón, Tejera, Gamoneda y Atalaya configuran los principales resaltes marcando el límite con Portugal. Estos resaltes dan paso hacia el sureste a la sierra de la Culebra cuyas cuarcitas armoricanas definen claramente la deformación hercínica. El bloque principal de la sierra de la Culebra se descompone hacia el sureste en las sierras de las Cavernas, de Sesnández, de las Carbas, Roldana y de Cantadores. El límite oeste de Aliste viene definido por la sierra Baja, mientras que por el sur las sierras de Rompe, de Casica, de Navallas y de Baozas sirven de límite entre Aliste y Portugal. Estas modestas sierras cuarcíticas se prolongan hacia el este en la sierra de los Carbajales, en la margen derecha del río Aliste, en la comarca de Alba.

### Clima
El centro, sureste y noreste de la provincia cuenta con un clima mediterráneo continentalizado, es un clima seco y con temperaturas bajas en invierno, muy calurosas en verano y suaves en las estaciones intermedias. Al noroeste de la provincia, en la comarca de Sanabria, el clima es notablemente más templado y húmedo, al contar con una notable influencia atlántica, aunque en las zonas más elevadas se dan las características del clima de montaña.
Por lo general las temperaturas medias anuales de la provincia de Zamora son relativamente bajas, oscilando entre los 8 °C de Sanabria y los 12,5 °C del entorno de Zamora, la capital provincial. Las precipitaciones son en general escasas en toda la provincia con valores normalmente inferiores a 400 mm/año, solo Sanabria se escapa a esta tendencia seca, llegando a valores de hasta 1400 mm/año, buena parte de ellos en forma de nieve.
Así cuanto más al norte y oeste nos encontremos las temperaturas serán más bajas y la pluviosidad mayor.

### Hidrografía

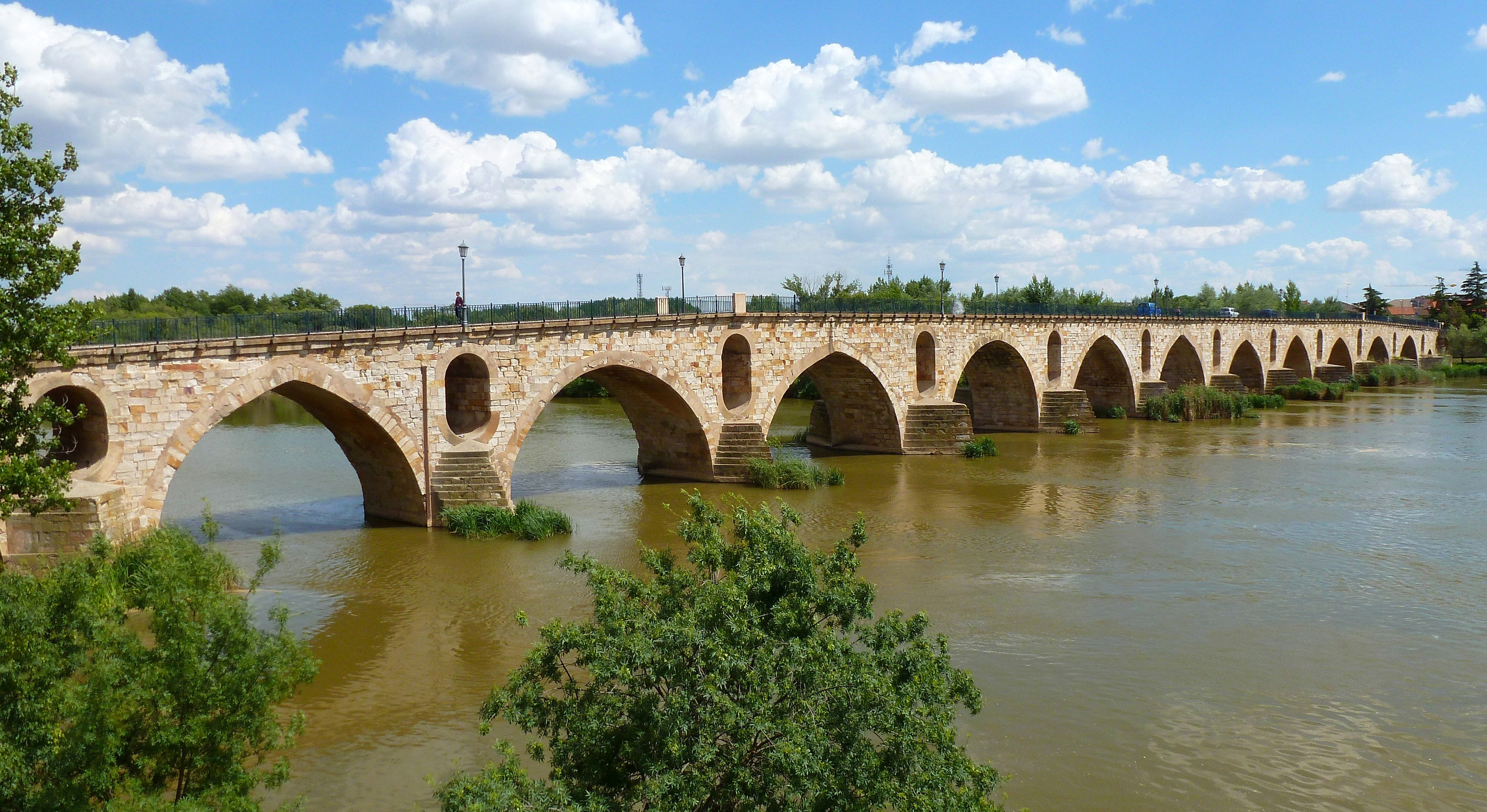
El Duero a su paso por Zamora

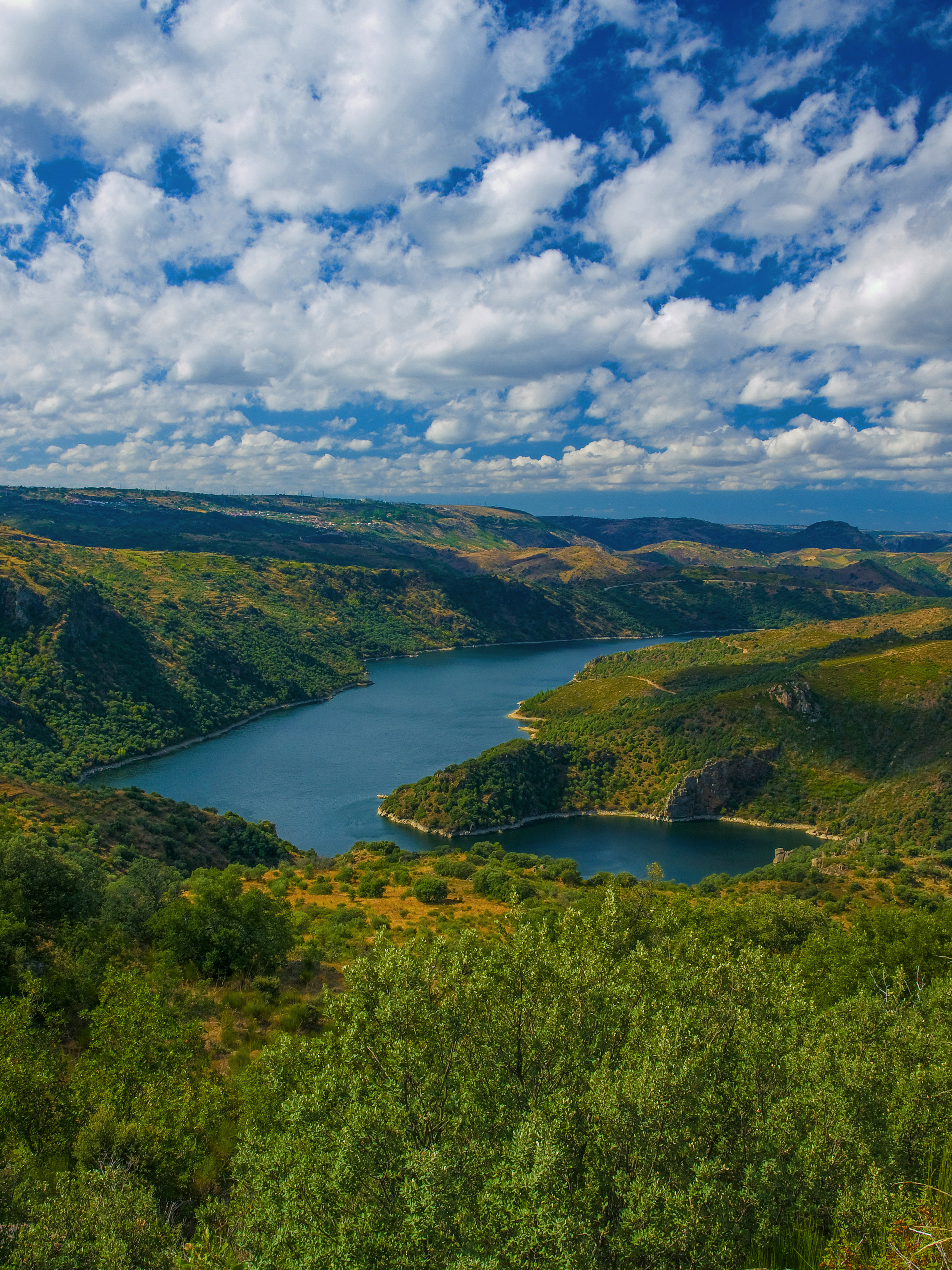
Parque natural de Arribes del Duero

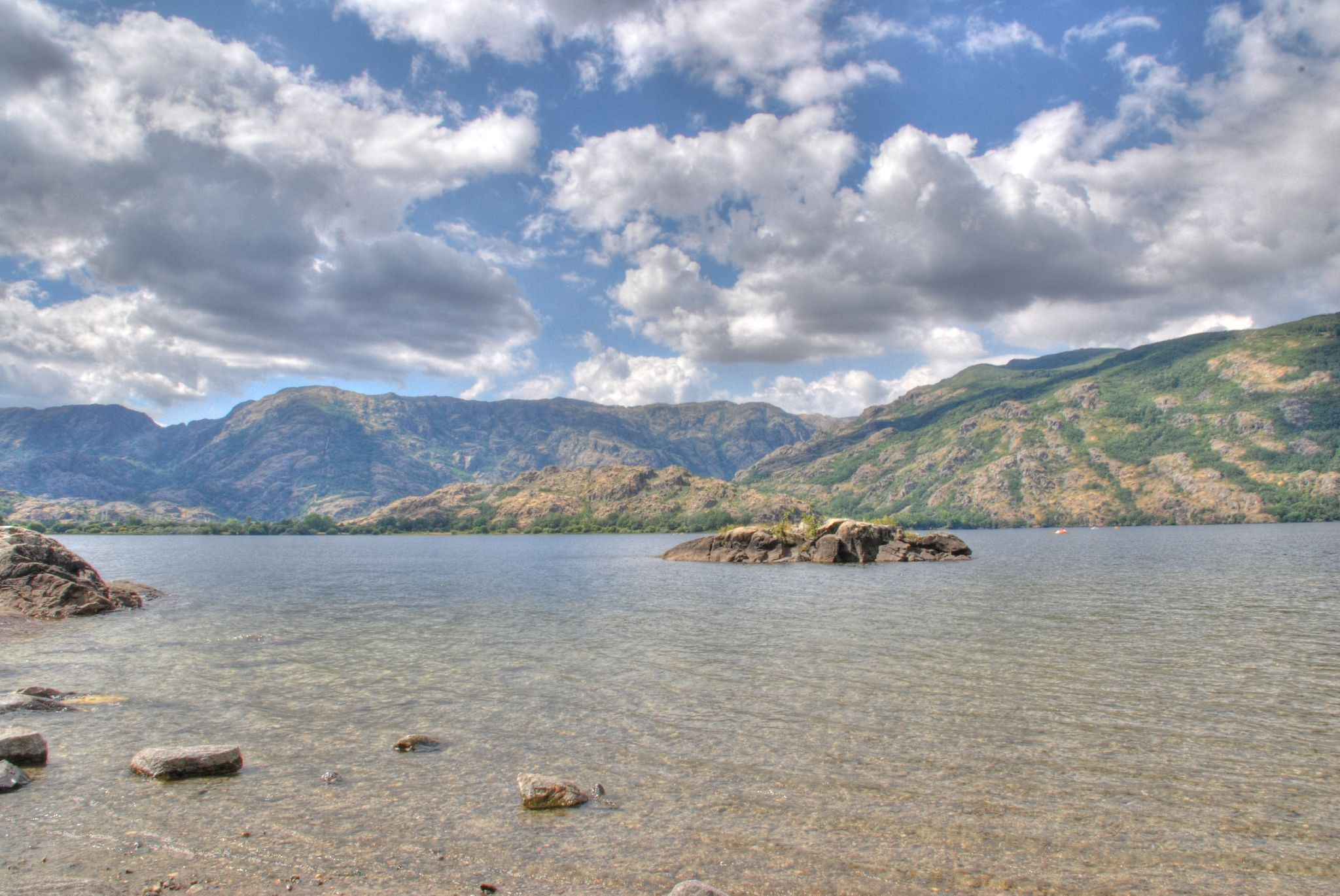
Lago de Sanabria

La práctica totalidad de la provincia de Zamora se encuentra ubicada dentro de la Cuenca Hidrográfica del Duero a excepción del río Bibey, en la comarca de Sanabria, que vierte hacia el oeste perteneciendo por ello a la del Miño. El Duero es la principal corriente fluvial de la provincia, penetrando en ella por la zona de Toro y saliendo por Fermoselle encajonado entre grandes murallas naturales de cerca de 300 m de altura, los Arribes del Duero. El caudal del Duero es muy variable oscilando entre poco más de 10 m³/s en las épocas de estiaje, a más de 500 en las grandes crecidas, si bien el caudal medio es de unos 80 m³/s a su paso por Zamora capital. Al Duero le sigue en importancia el río Esla, que cruza la provincia de norte a sur, y algunos de sus afluentes como el Aliste, el Tera, el Cea y el Órbigo, aunque no menos importantes son el Valderaduey y, haciendo de límite con la provincia de Salamanca, el río Tormes, ambos afluentes principales del río Duero.
La estructura lacustre de la provincia es muy importante, tanto por los lagos naturales, como el lago de Sanabria o las lagunas de Villafáfila, como por los numerosos embalses creados para el aprovechamiento hidroeléctrico y la regulación hidrológica. El lago de Sanabria con sus 368 hectáreas es el mayor lago de origen glaciar de la península ibérica, mientras que el sistema de lagunas-salinas de Villafáfila, con sus tres lagunas principales (Grande, Barillos y de las Salinas) y las numerosas charcas menores, constituye una de las más importantes zonas de invernada de aves migratorias de Europa y la de mayor colonia de avutardas de Europa.
En la provincia se han construido desde el 30 de noviembre de 1902, fecha en la que se inauguró la central de El Porvenir en San Román de los Infantes, una de las primeras centrales hidroeléctricas de España, un total de 17 embalses que suponen unos 1850 hm³ de capacidad de almacenamiento. En la alta Sanabria tenemos los embalses de San Sebastián, Pías y Valdesirgas en el sistema del río Bibey; los de Puente Porto y La Playa en el río Segundera; Garandones y Cárdena en el río Cárdena; Vega de Conde, Vega de Tera (sin almacenamiento tras la catástrofe del 9 de enero de 1959), Cernadilla, Valparaíso y Nuestra Señora del Agavanzal en el río Tera; Ricobayo en el río Esla; San Román (El Porvenir), Villalcampo y Castro en el río Duero; y Almendra en el río Tormes. A estos habría que añadir los embalses de titularidad portuguesa de Miranda do Douro, Picote y Bemposta todos ellos también sobre el río Duero.
Existen aguas minero-medicinales en los pueblos de Almeida de Sayago, Carbellino, Villadepera, Ribadelago (Bouzas) y Calabor.

### Espacios naturales
En la provincia de Zamora, se encuentran los parques naturales del Lago de Sanabria y alrededores y de Arribes del Duero y la reserva natural de las Lagunas de Villafáfila, así como la reserva de la biosfera de la Meseta Ibérica, compartida con Salamanca y Portugal. Además existen zonas protegidas o con régimen especial de caza en las sierras de la Culebra y de la Cabrera.

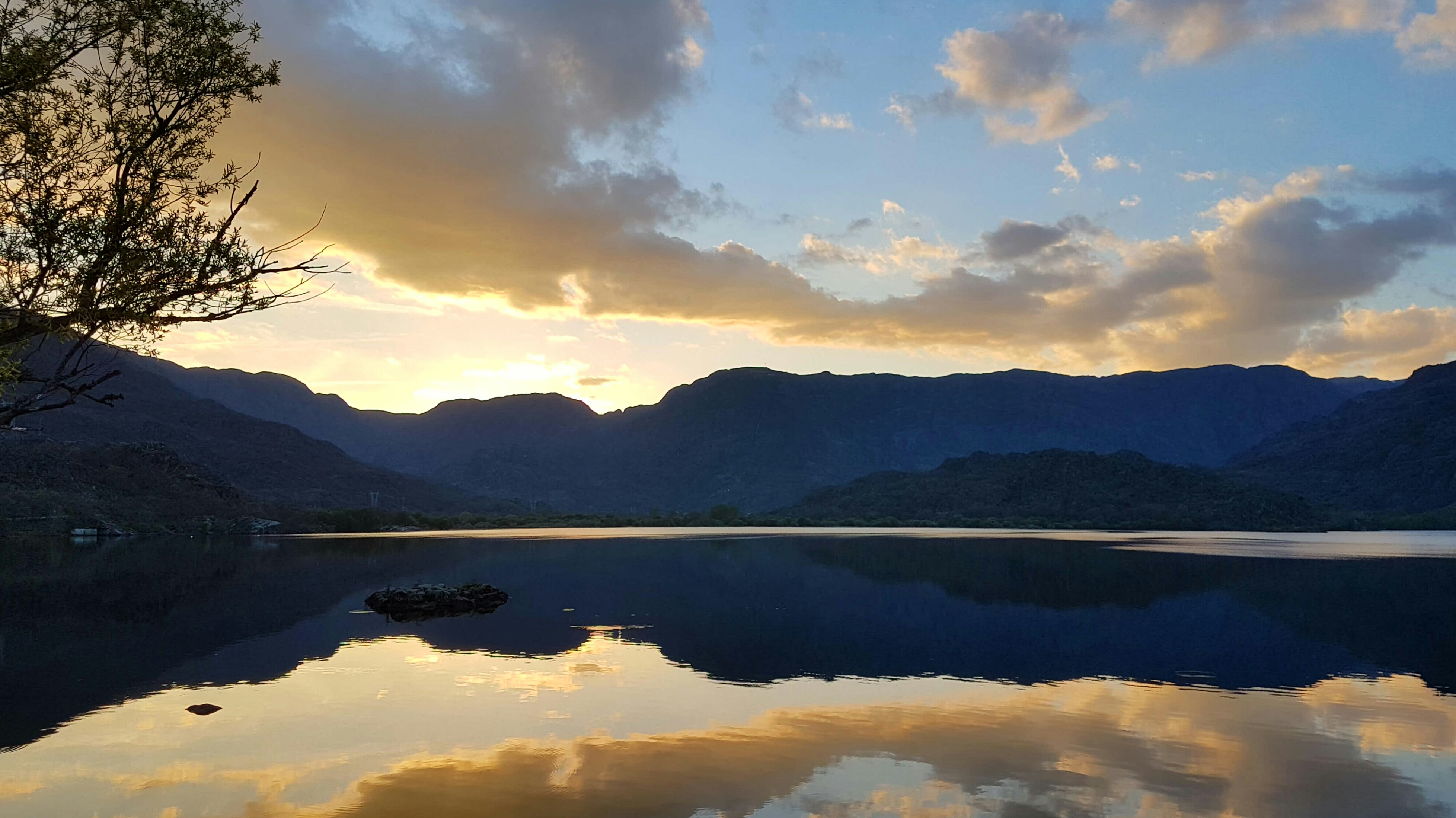
Lago de Sanabria al atardecer

## Historia

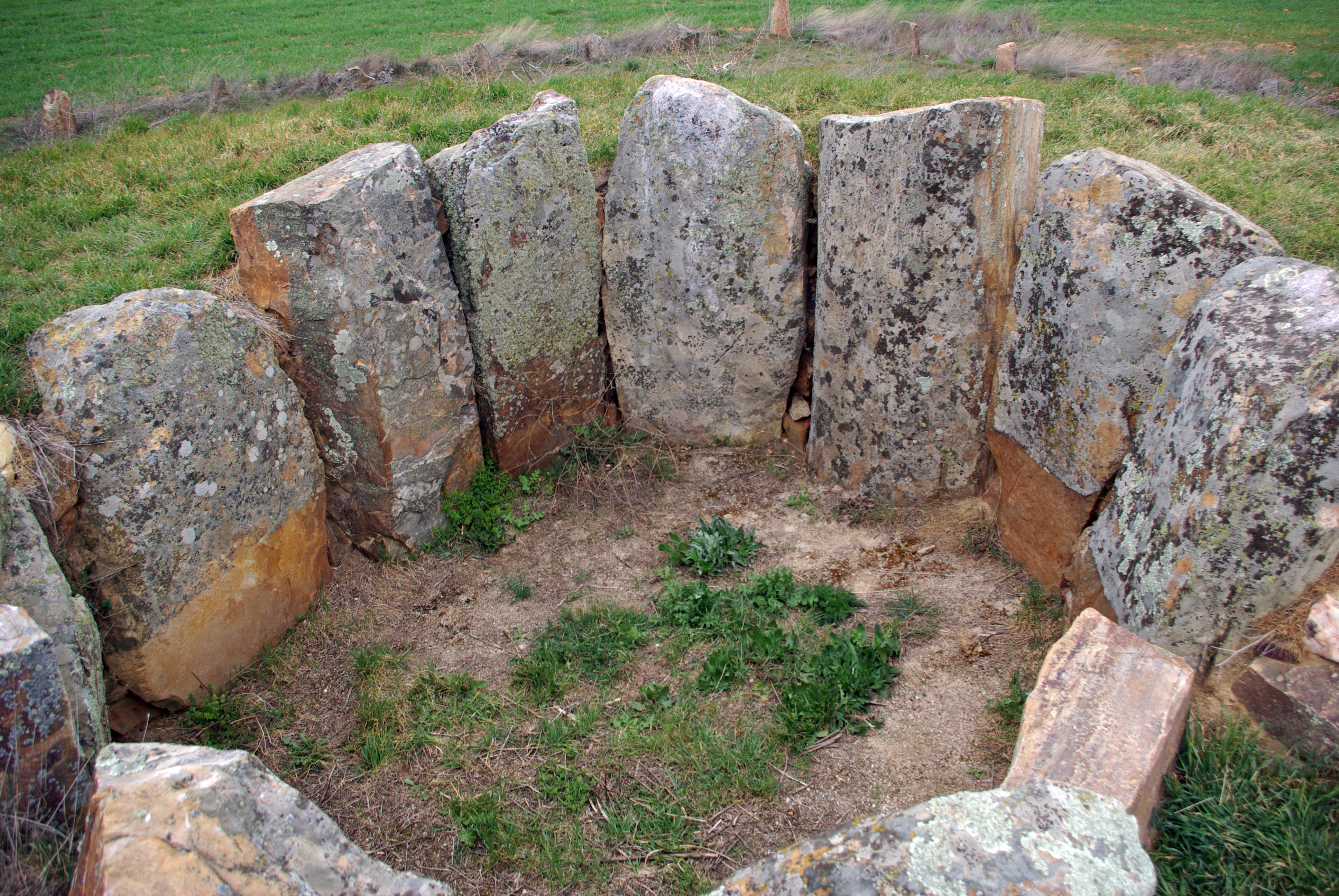
Ortostatos y cámara funeraria del dolmen de San Adrián

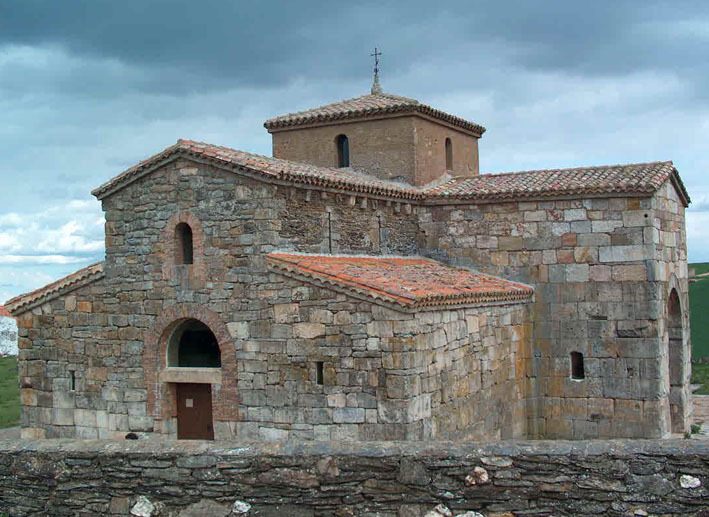
Iglesia visigoda de San Pedro de la Nave, en la localidad de El Campillo

Zamora en 1590 según los votos en las Cortes de Castilla

Zamora en 1863, mapa de Francisco Coello

La historia de la provincia de Zamora es una parte de la historia de España que se localiza en el área geográfica aproximada de la actual provincia de Zamora. Hubo historiadores y estudiosos relevantes de la historia de la provincia, algunos de ellos fueron el fraile medieval Juan Gil de Zamora, y uno de los más renombrados que del siglo XVI: Florián de Ocampo (que en la actualidad posee un Instituto de Estudios Zamoranos homónimo), y los historiadores de la provincia: Cesáreo Fernández Duro, Antonio Piñuela Ximénez y Ursicinio Álvarez. Todos ellos fueron estudiosos especializados que pusieron la semilla de los historiadores que posteriormente aparecieron en el siglo XX. En 1989 se celebra el Primer Congreso de Historia de Zamora con ediciones posteriores. La provincia ha tenido desde sus inicios tres ciudades históricamente importantes: Zamora, Toro, Benavente. En torno a ellas existen otros núcleos poblacionales con protagonismo y presencia en diferentes instantes de su historia.
La provincia de Zamora, por su especial orografía, es lugar de paso entre la Meseta Central y los territorios del norte. Su asiento geográfico se encuentra ubicado en el noroeste de la península ibérica y presenta llanuras así como terreno montañoso, la frontera entre ambas se encuentran delimitadas por el cauce del río Esla (segundo río en la provincia en caudal, tras el Duero). Esta geografía ha permitido que gran parte de la provincia fuese lugar de tránsito para los distintos ejércitos entre Castilla, León, Galicia y Portugal. Es por lo que algunas de sus ciudades eran convertidas en baluartes defensivos. Parte de su historia guerrera se encuentra reflejada en su propio escudo denominada también Seña Bermeja. El transcurso de la historia ha dejado muestras arquitectónicas del románico español, así como de modernismo. Coincidiendo con dos periodos de esplendor en la provincia.
Parte de la historia de la provincia de Zamora se encuentra narrada en forma de cantares como el Cantar de Sancho II y los de Gesta en su lucha con los reinos musulmanes del Al-Ándalus. Algunos de ellos cuentan hechos relevantes como el cerco de la ciudad de Zamora. El origen etimológico de la denominación Zamora ha dado lugar a diversas teorías, desde el posible origen vacceo del Ocellum Duri hasta el Samurah árabe, múltiples denominaciones y explicaciones a su origen se han dado. La provincia aparece oficialmente en el censo de Floridablanca (1789) y queda configurada tal y como se conoce en la actualidad el 30 de noviembre de 1833, adscrita a la Región Leonesa (junto con las provincias de Salamanca y León). En 1983 se constituye la comunidad autónoma española de Castilla y León y la provincia se incluye en ella, junto con otras ocho provincias españolas.
A lo largo de la historia se produjeron diversos despoblados debido a la migración causada por las guerras, quedando desértica en sus ciudades. El esplendor económico y artístico de la provincia comienza en el siglo XI, justo cuando la población se ve incrementada en sus ciudades más importantes, aumenta el número de iglesias, y se edifica la que será la primera catedral del Reino de León. Se establecen las instituciones religiosas y civiles. Nacen las tradiciones religiosas de la Semana Santa, y muchas de las costumbres de los pueblos rurales de la provincia se van afianzando. El declive se inicia tras la muerte de los Reyes Católicos, y se va acentuado lentamente tras la Guerra de la Independencia, y posteriormente debido a la adaptación de la revolución industrial, poco a poco va sufriendo la región un despoblamiento de sus áreas rurales hacia las capitales. El fenómeno migratorio a otros países fue importante en el área de la provincia durante mediados del siglo XX. Desde 1900 hasta 1986 disminuyó prácticamente una quinta parte de sus habitantes. La llegada del siglo XXI se inicia un concepto de renovación que puede verse en una mejora de las infraestructuras, convirtiéndose la provincia en un área de conservación de la naturaleza y del patrimonio histórico, en el que se pueden disfrutar de parques naturales, de turismo rural y de áreas culturales. Se reactivan industrias tradicionales como la vitivinícola y la de producción de queso.
Cercano ya el bicentenario de la conformación de la provincia de Zamora, sus fronteras siguen aún en litigio en un pequeño territorio limítrofe con la provincia de Orense y Portugal. Se trata de un espacio del que dependen cuatro fronteras: la intermunicipal entre Hermisende y La Mezquita, la interprovincial entre Orense y Zamora, la intercomunitaria entre Galicia y Castilla y León e incluso la internacional entre España y Portugal. Este paraje, de poco más 1,8 km, se encuentra situado entre el cerro de Las Lagunas y la frontera con Portugal. La línea de delimitación entre las provincias de Orense y Zamora la realizan los mojones 349 y 350 que, a pesar de su existencia, no son reconocidos por el ayuntamiento de La Mezquita. Además, la pertenencia de este territorio a la provincia de Zamora se encuentra documentada en un plano topográfico que data de principios del siglo XX y que fue realizado por el Instituto Geográfico Nacional.

## Organización político-administrativa

### Administración periférica del Estado

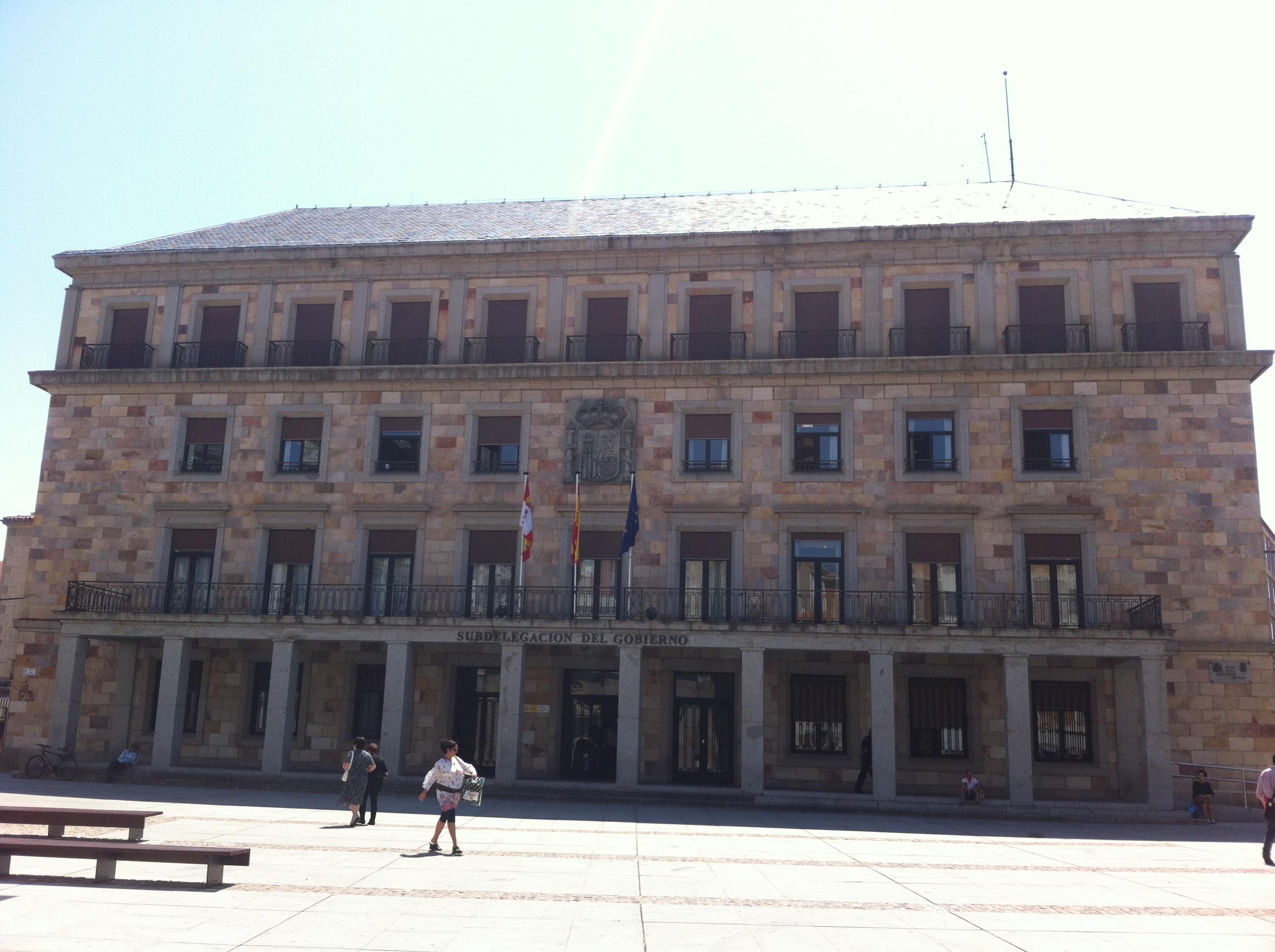
Sede de la Subdelegación del Gobierno en Zamora

El gobernador civil fue una figura surgida en las Cortes de Cádiz de 1812 que asumió las funciones de gobierno en cada provincia. Durante los primeros años cambiaron varias veces su denominación (Jefes Políticos, Subdelegados de Fomento) hasta que el Decreto de 13 de mayo de 1834 estableció la denominación de gobernadores civiles. Esta fue mantenida hasta el año 1996 en el que se reconvirtieron en subdelegados provinciales de las Delegaciones del Gobierno en las comunidades autónomas.
El Decreto de 10 de octubre de 1958 fortaleció la figura de los gobernadores civiles en la provincia como máxima autoridad político-administrativa, representante del Gobierno y coordinador de los servicios de la administración provincial, y jefe de los servicios de orden público y policía. A su vez, un Reglamento de 1961 organizó los Gobiernos Civiles como unidades político-administrativas provinciales de la Administración del Estado, dependientes del Ministerio de la Gobernación. Desde 1977 su dependencia orgánica fue del Ministerio del Interior.
Con el desarrollo de las autonomías han ido perdiendo competencias, como establece el Reglamento de 1980, quedando únicamente como órganos administrativos y estableciendo la figura del delegado del Gobierno en cada Provincia. En 1996 desaparece para crear la figura del subdelegado de Gobierno.
En la actualidad, la titular del cargo de subdelegado de gobierno en Zamora es Jerónimo García Bermejo. La sede de este organismo se encuentra en el número uno de la plaza de la Constitución de la ciudad de Zamora.

### Delegación territorial de la Junta de Castilla y León
La administración general de la Junta de Castilla y León se organiza territorialmente en delegaciones provinciales. Estos órganos directivos periféricos, cada uno en su respectivo ámbito territorial, son los encargados de la coordinación y gestión de las competencias de la comunidad autónoma. Cada delegación territorial, suele estructurarse en una secretaría territorial y en departamentos territoriales, secciones y negociados. El delegado territorial es el titular de la correspondiente delegación territorial y representa a la Junta de Castilla y León y a cada una de las Consejerías en la respectiva provincia. En la actualidad el delegado territorial en la provincia de Zamora es José Alberto Castro Cañibano.

### Diputación provincial

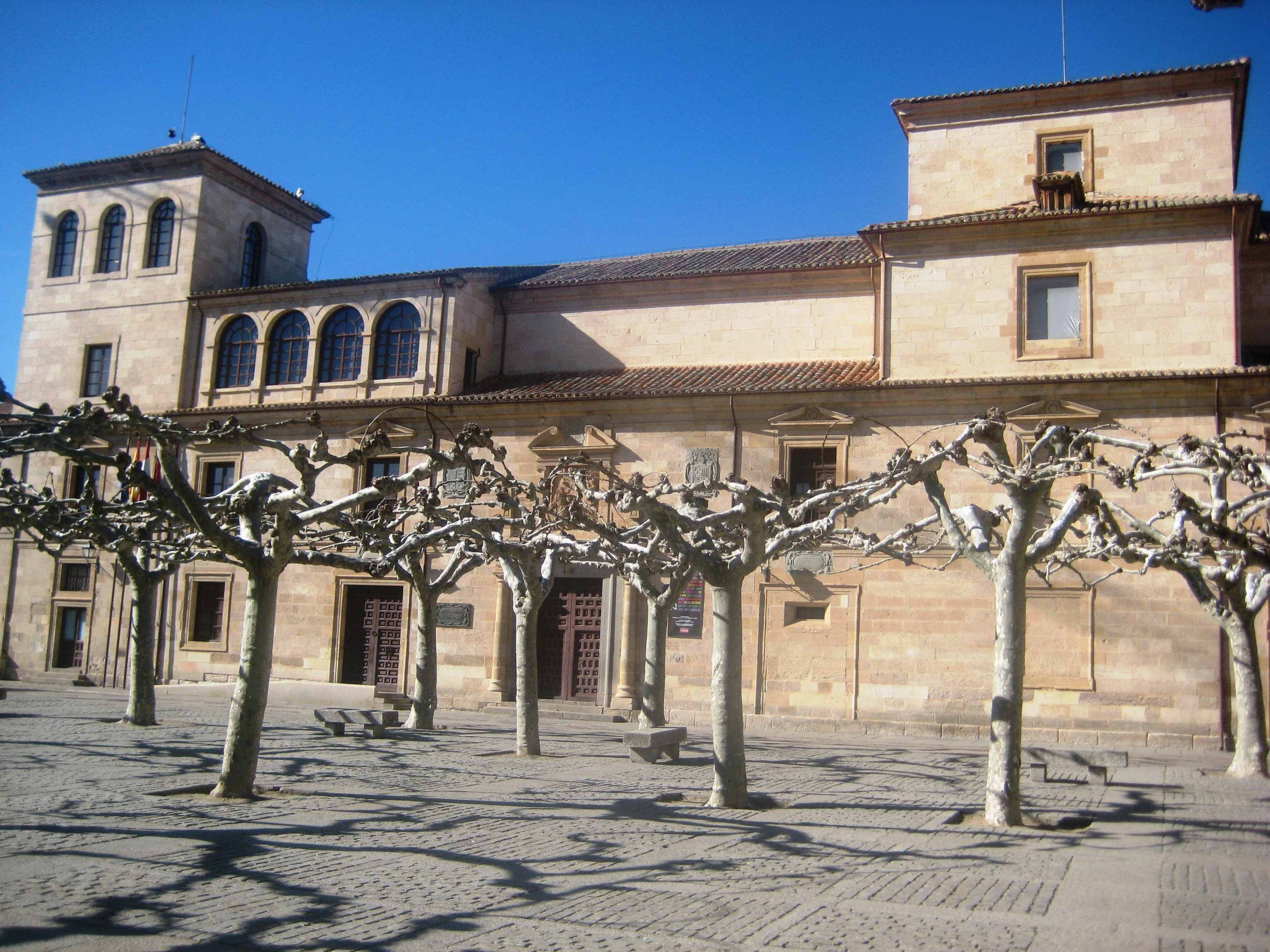
Sede principal de la Diputación Provincial de Zamora

El gobierno de la provincia corresponde, de acuerdo con lo establecido en el artículo 141 de la Constitución, a la diputación provincial. El Pleno de la Diputación Provincial de Zamora es el máximo órgano de decisión. Está formado por el presidente y los vicepresidentes, así como por el resto de los diputados. Los primeros ocupan la parte presidencial del Pleno, mientras que los diputados tienen un escaño asignado y se agrupan en ubicaciones fijas conforme a su adscripción a los grupos políticos. En los debates, que son públicos, intervienen preferentemente los portavoces de los diferentes grupos políticos. El Pleno celebra sesiones los primeros viernes, que no sean festivos, de cada mes.
| Partido político | 2015   | 2015  | 2015      | 2011   | 2011  | 2011      |
| Partido político | Votos  | %     | Diputados | Votos  | %     | Diputados |
| PP               | 45 671 | 41,30 | 13        | 58 954 | 50,30 | 15        |
| PSOE             | 29 840 | 26,99 | 8         | 34 956 | 29,82 | 8         |
| IU-CyL           | 11 972 | 10,83 | 3         | 7967   | 6,80  | 1         |
| ADEIZA-UPZ       | 4258   | 0,02  | 0         | 6235   | 5,32  | 1         |
| Cs               | 6 824  | 6,17  | 1         | 0      | 0     | 0         |

La Junta de Gobierno está formada por un número de diputados no superior al tercio de éstos y son designados por el presidente. La Junta de Gobierno de la Diputación de Zamora se reúne quincenalmente los segundos y cuartos miércoles de cada mes y está formada por los siguientes miembros:
- Presidente: Maite Martín Pozo.
- Vocales: Aurelio Tomás Fernández, José María Barrios Tejero, Maribel Escribano Hernández, José Ignacio Isidro Isidro, Manuel Vega Espinosa, Antonio Iglesias Martín, José Luis Bermúdez Lorenzo, Rosa Muñoz Santarén.

### Municipios

División municipal de la provincia

La unidad administrativa básica en la que se divide la provincia son los municipios. Existen 248 en la actualidad. El municipio con más habitantes es la capital provincial (59 475 habitantes). Es destacable un elevado número de ellos con poblaciones por debajo de los 500 habitantes. La extensión promedio del municipio en la provincia es de 42,58 km². Aparte de la capital provincial, los dos municipios más destacados en cuanto a población son Benavente (con 17 376 habitantes en 2022), situado en el norte de la provincia y Toro (8448 hab.), emplazado en el límite oriental de la provincia. El resto de municipios no alcanza la cifra de 5000 ciudadanos empadronados. Entre ellos se encuentran nombres como Morales del Vino (3060 hab.), Villaralbo (1763 hab.) o Moraleja del Vino (1756 hab.), próximos a la capital; Villalpando (1436 hab.), situado en el noreste de la provincia; Fuentesaúco (1601 hab.), localizado en el extremo suroriental de la provincia, Puebla de Sanabria (1357 hab.), en el noroeste; o San Cristóbal de Entreviñas, próximo a Benavente. De acuerdo con el padrón municipal del INE los veinte municipios más poblados de la provincia en 2022 fueron:
La provincia de Zamora es la 13.ª de España en que existe un mayor porcentaje de habitantes concentrados en su capital (35,57 %, frente a 31,58 % del conjunto de España).

### Mancomunidades
Los municipios de la provincia están agrupados en las siguientes mancomunidades:
- Mancomunidad de Alta Sanabria
- Mancomunidad de Benavente y Comarca
- Mancomunidad de Municipios Sanabria-Carballeda
- Mancomunidad de Servicios Órbigo-Eria
- Mancomunidad de Servicios Valle del Esla
- Mancomunidad de Servicios Valle del Tera
- Mancomunidad Intermunicipal del Raso de Villalpando
- Mancomunidad La Guareña
- Mancomunidad Lago de Sanabria
- Mancomunidad Norte-Duero
- Mancomunidad Sayagua
- Mancomunidad Tierra de Campos
- Mancomunidad Tierra de Campos - Pan - Lampreana
- Mancomunidad Tierra del Pan
- Mancomunidad Tierra del Vino
- Mancomunidad Valverde
- Mancomunidad Tierra de Tábara
- Mancomunidad de Tierras de Aliste
- Mancomunidad ETAP Benavente y Los Valles

### Comarcas
- Alfoz de Toro
- Aliste
- Benavente y Los Valles
- La Carballeda
- La Guareña
- Sanabria
- Sayago
- Tierra de Alba
- Tierra de Campos
- Tierra de Tábara
- Tierra del Pan
- Tierra del Vino

Partidos judiciales
Los municipios de la provincia están agrupados en cinco partidos judiciales: Toro, Zamora, Benavente, Sanabria y Villalpando.

## Demografía
La provincia tiene una población de 166 253 habitantes en 2024, siendo así la sexta provincia menos poblada de España.
| Gráfica de evolución demográfica de la provincia de Zamora entre 1857 y 2022                             |
| |
| Población de derecho según los censos de población del INE. Población según el padrón municipal de 2022. |

| Gráfica de evolución demográfica de la provincia de Zamora entre 1998 y 2023                     |
|                                                                                                  |
| Población de derecho (1998-2022) según los censos de población del INE a 1 de enero de cada año. |

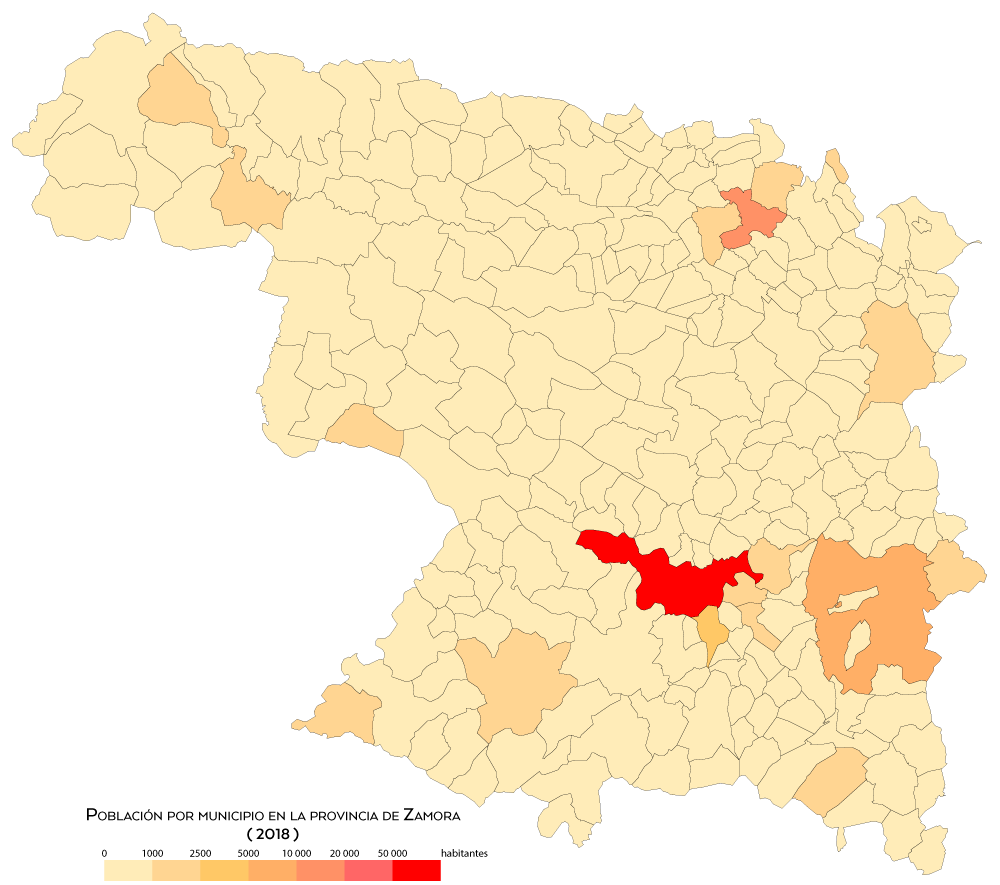
Población por municipio (2018)
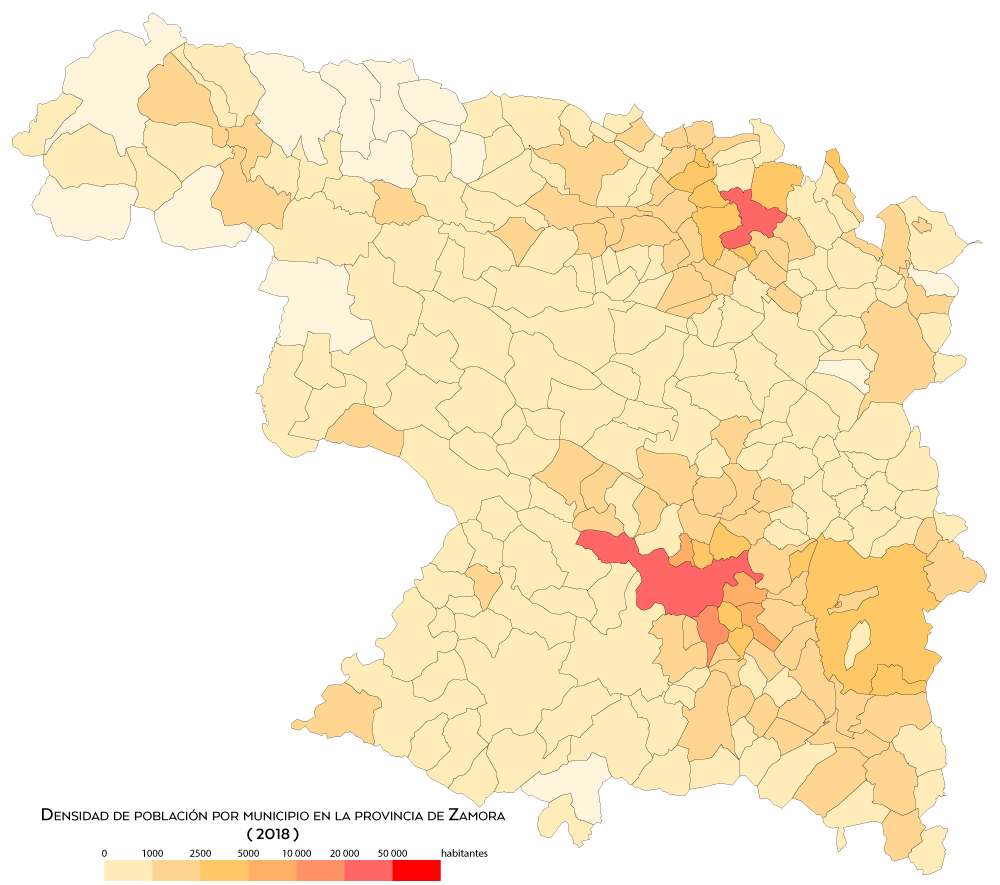
Densidad de población (2018)
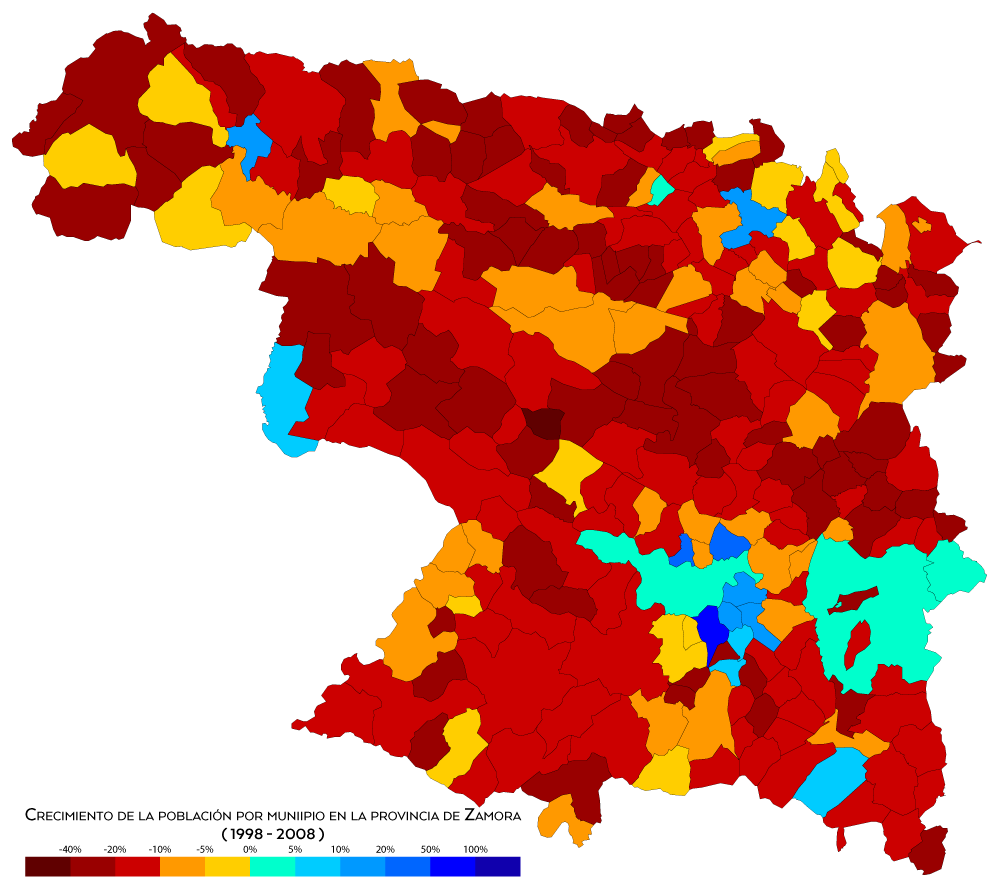
Crecimiento de la población entre 1998 y 2008
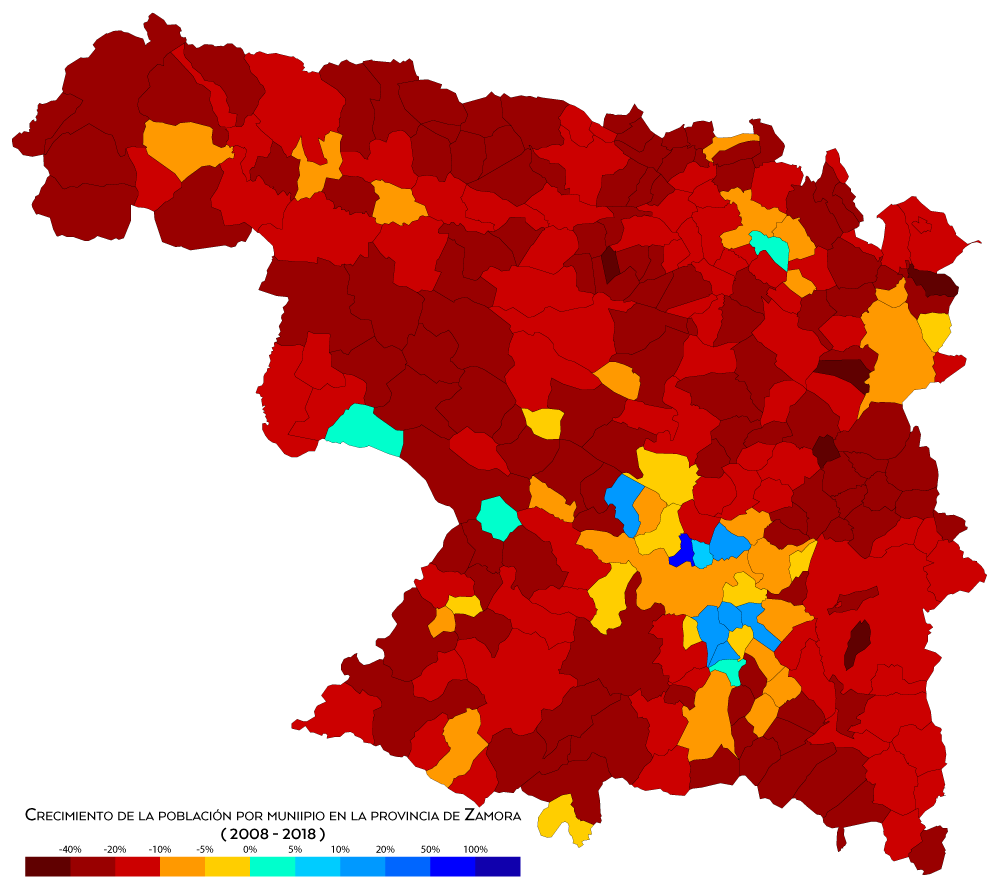
Crecimiento de la población entre 2008 y 2018

## Cultura

### Antropografía

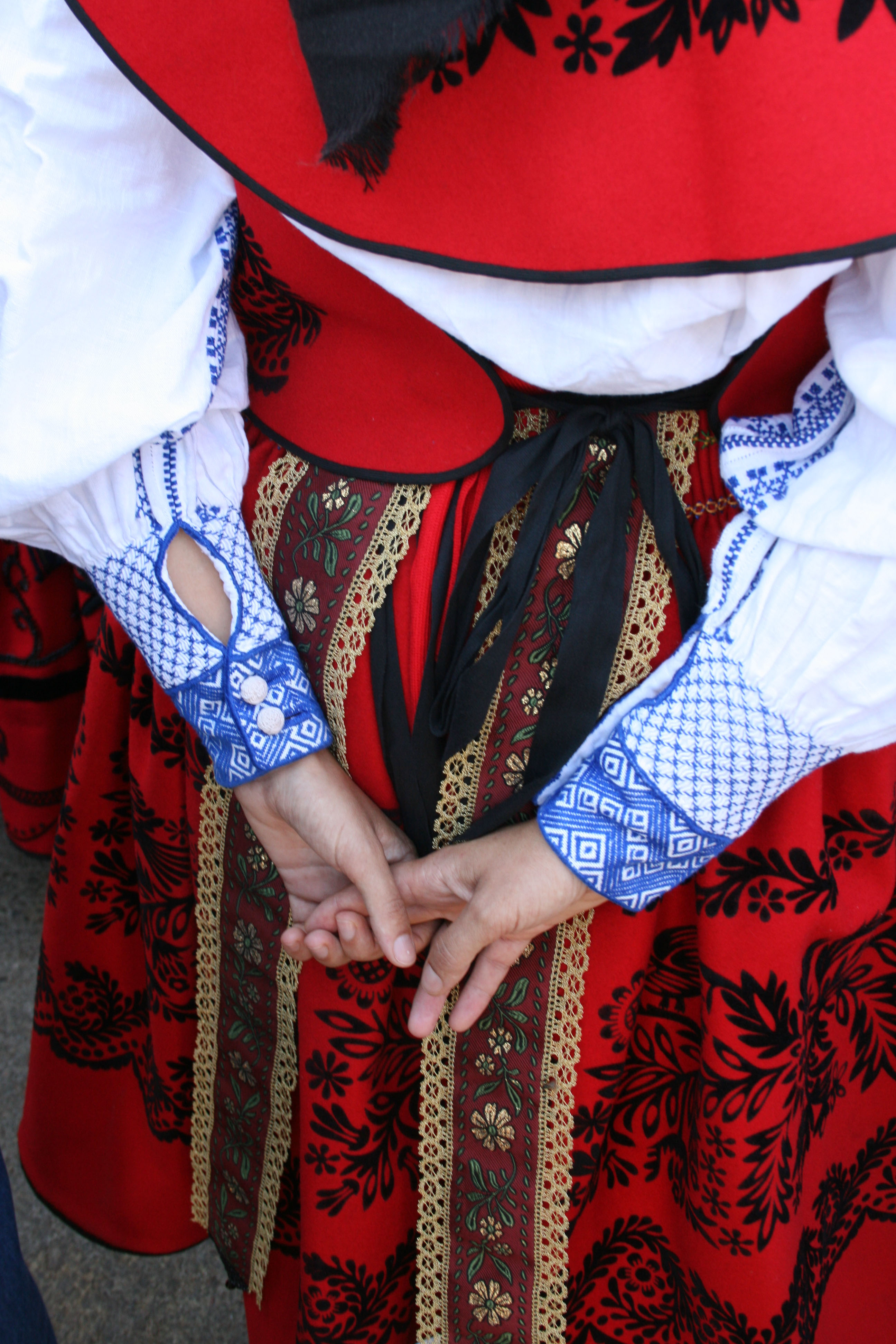
Traje regional de Aliste

La población de la provincia de Zamora tiene un origen genético sin diferencias importantes con los habitantes del entorno, con una predominancia de linajes de origen paleolítico -que representan el 65 % del total-, seguidos de los neolíticos, procedentes de la entrada de pobladores del Próximo Oriente que entraron en el continente europeo, tal y como muestra el estudio genético realizado en la provincia de Zamora por el biólogo Luis Álvarez Fernández.
El estudio divide la provincia en varias zonas, concluyendo que las comarcas situadas al oeste de la provincia (Sanabria, Aliste y Sayago), se comportan de una manera diferente tanto del resto como entre sí. En la provincia se aprecia la presencia de linajes masculinos norteafricanos, posiblemente como consecuencia del periodo de ocupación islámica, donde existió un mayor número de varones al tratarse de un ejército, pero también hay rastros de linajes subsaharianos, dato que certifica la presencia de esclavos en ciertos momentos históricos. Las mayores frecuencias de linajes africanos se dan en Sayago, con un 10,3 % de norteafricanos y un 18,2 % se subsaharianos, datos que coinciden también con una elevada frecuencia de apellidos como Pardo o Prieto, en referencia al color oscuro de la piel. La datación de la entrada de linajes africanos masculinos parece estar claramente asociada al periodo islámico en el territorio peninsular y habría que considerar en mismo origen para la entrada de los linajes femeninos, al menos en la comarca de Sayago. Esta hipótesis estaría de acuerdo con la presencia de esclavos negros en la Península durante la dominación islámica.
Sayago es la comarca con una menor relación genética con el resto de la provincia e incluso Portugal. En Aliste se han encontrado algunos linajes judíos posiblemente por la relación con Trás-os-Montes, donde hubo una población de este pueblo asentada desde el siglo XII. Posiblemente las comunidades judías de Aliste se integraron poco a poco en la población al convertirse forzosamente al cristianismo. Sanabria muestra los menores valores de diversidad genética y los mayores de consanguinidad y parentesco.

### Las lenguas de Zamora

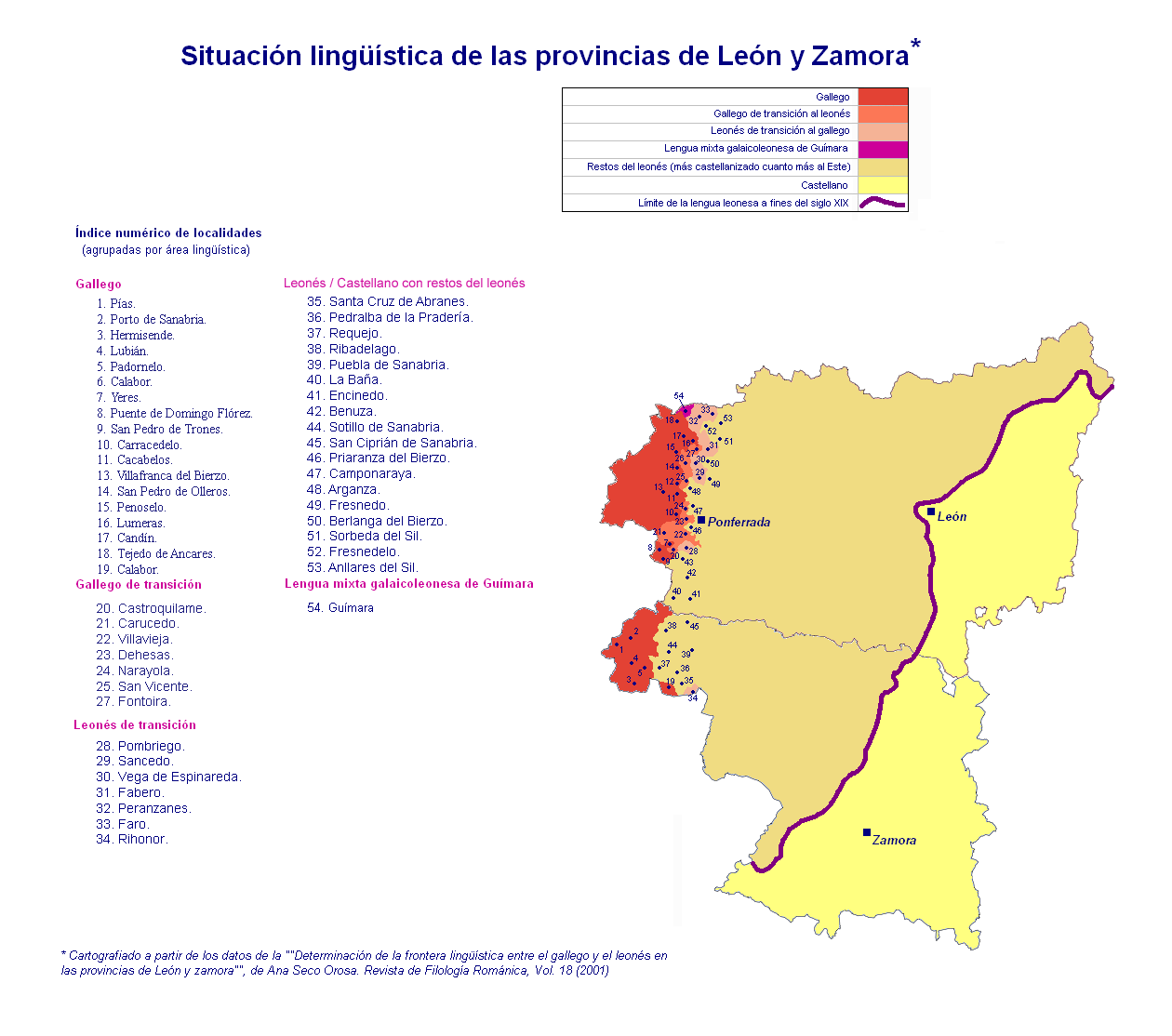
Mapa lingüístico de Zamora y León

La lengua común de la provincia es el castellano, pero todavía se conserva parcialmente el leonés en zonas como Sanabria, Benavente, Aliste o Sayago. Su arraigo es mayor cuanto más hacia el noroeste y más difuminado cuanto más al sur y este. En los valles del Tuela y el Bibey se habla también el gallego (ayuntamientos de Porto, Hermisende, Pías, Lubián), donde dicha lengua tiene cotas de uso superiores al 95 %.
La diversidad lingüística de la provincia de Zamora ha sido estudiada ampliamente a lo largo del siglo XX. Los lingüistas distinguen tres áreas: la gallego-portuguesa (con una variedad vernácula, el gallego o el portugués y con otra variedad alta, el castellano), que ocuparía la parte más occidental de Sanabria; el área asturleonesa, formada por el resto de Sanabria, Los Valles, Aliste, Tierra de Tábara y la parte noroccidental de Sayago; y el área castellanizada, formada por el resto de la provincia, cuyas hablas, de filiación leonesa, han sufrido un intenso proceso de castellanización que ha originado la pérdida de los rasgos leoneses más característicos. 

El castellano es lengua oficial en toda la provincia. El gallego y el leonés tienen asimismo reconocimiento en Zamora, a través de los artículos 5.2 y 5.3 del Estatuto de Autonomía de Castilla y León: 
Art.- 5.2. El leonés será objeto de protección específica por parte de las instituciones por su particular valor dentro del patrimonio lingüístico de la Comunidad. Su protección, uso y promoción serán objeto de regulación.
Art.- 5.3. Gozará de respeto y protección la lengua gallega en los lugares en que habitualmente se utilice

### Fiestas populares

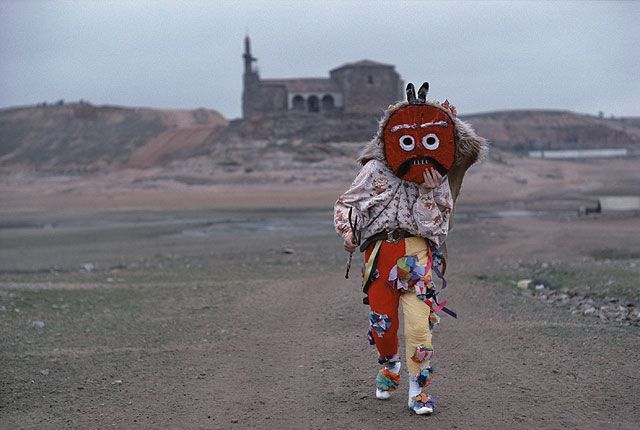
El Zangarrón de Montamarta, una de las mascaradas de invierno que tienen lugar en algunas localidades de la provincia de Zamora

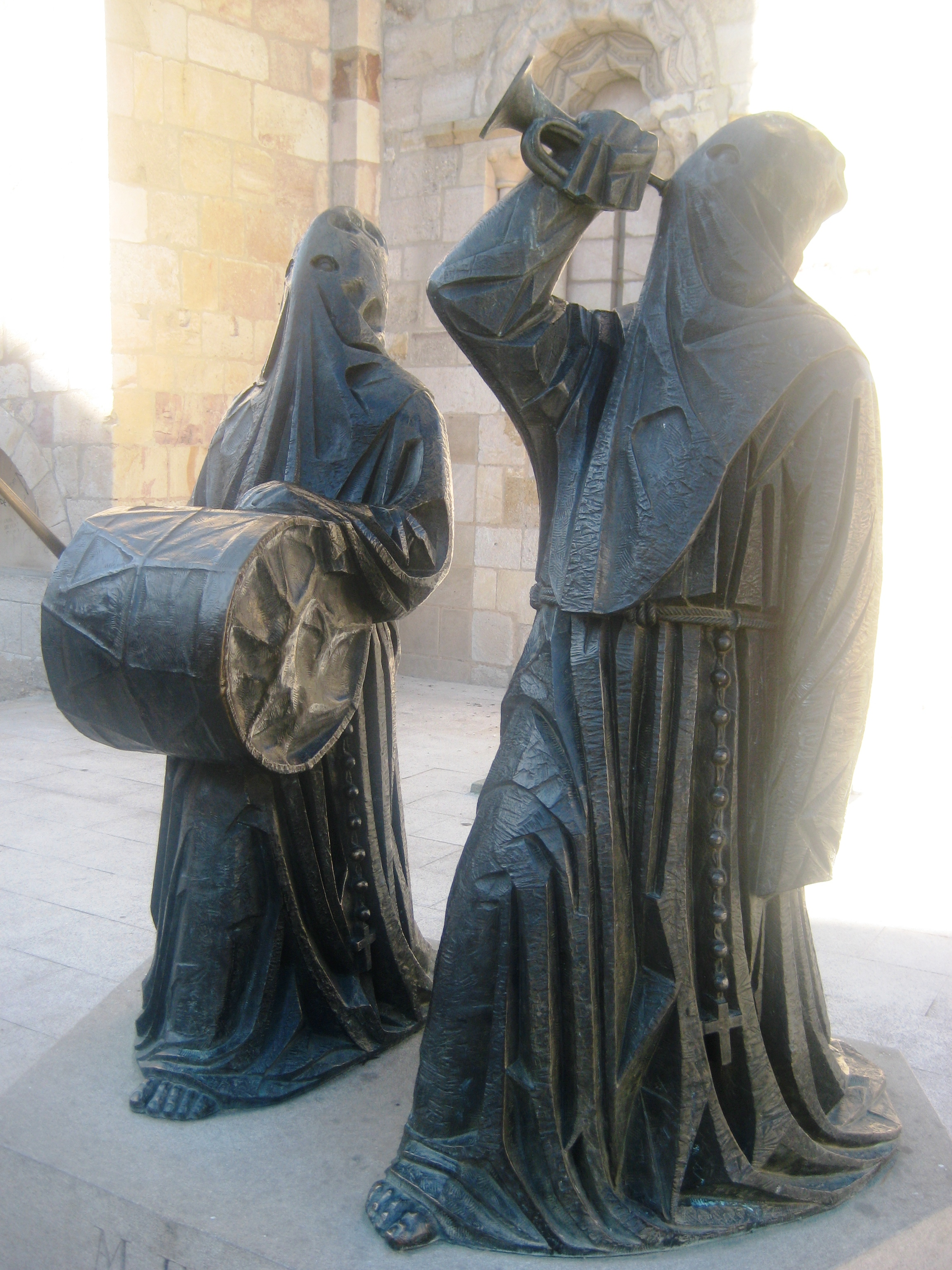
Monumento al Merlú, parejas de congregantes de la Cofradía de Jesús Nazareno cuya labor consiste en reunir a los demás hermanos para comenzar el desfile procesional

La cultura popular de la provincia de Zamora se manifiesta en una variada muestra de fiestas y costumbres, todas ellas generalmente ligadas a su gastronomía tradicional.
El año comienza con las máscaras y disfraces, festividad de origen ancestral, en las que participan personajes grotescos, ataviados con vestidos estrafalarios de colores, que corren por las calles saltando, persiguiendo o haciendo bromas a las gentes y repitiendo una antigua tradición. Son los denominados Carochos, Tafarrón, Vaca Bayona o Zangarrón, según la denominación al uso de cada pueblo.
Numerosas son las tradicionales romerías, que principalmente se suelen concentrar en la primavera y otoño. Entre ellas destacan las de La Luz en Moveros (celebrada el último domingo de abril en una ermita ubicada en la línea fronteriza entre España y Portugal), la de Los Pendones de Fariza (celebrada el primer domingo de junio en plenos Arribes del Duero), la de Donado (el primer domingo de septiembre), la de La Alcobilla en Rábano (8 de septiembre), la de La Tuiza en Lubián (último domingo de septiembre) o la de Los Remedios en Otero de Sanabria (primer domingo de octubre).
Muchas localidades acompañan sus fiestas tradicionales con afamados festejos taurinos. Entre ellos destacan el toro enmaromado de Benavente (la víspera del Corpus), los espantes de toros de Fuentesaúco (primer fin de semana de julio), las corridas de toros de San Pedro de ciudad de Zamora (29 de junio) o los encierros de Villalpando o Fermoselle.
Destaca la Semana Santa zamorana, declarada Fiesta de Interés Turístico Internacional. Es considerada como una de las más notables de España por su singularidad, austeridad, expresividad y religiosidad. Su origen se remonta al siglo XIV y con el paso de los años se ha convertido en la fiesta mayor de la ciudad. Destaca por la puesta en escena de sus desfiles procesionales, con una notable participación popular y la belleza de los recorridos por las calles del casco urbano antiguo. De notable interés es también la Semana Santa de Bercianos de Aliste, caracterizada por su sobriedad y emotividad, en especialmente el Viernes Santo por la tarde, cuando los vecinos de esta localidad se congregan junto a la iglesia para desclavar un crucificado y llevarlo en procesión entonando un popular miserere, y ataviados con túnicas y caperuz blanco que serán su mortaja, y también con la tradicional capa alistana.

### Gastronomía
La gastronomía zamorana corresponde a las tradiciones y costumbres culinarias de la provincia de Zamora en España. La cocina pertenece a cierta parte de la gastronomía de León, aunque posee mucha influencia de la cocina gallega y asturiana. Se caracteriza por la mezcla de la austeridad en los ingredientes y la abundancia de carnes. Los platos suelen tener un fuerte carácter artesanal y un origen humilde, mezcla de cocina pastoril y agricultora. Zamora posee una importante producción de vinos con denominación de origen: Tierra del Vino de Zamora. Una de las características de Zamora es la división que hace él río Duero separando la provincia en dos partes bien diferenciadas en lo que a su cultivo se refiere, proporcionando una denominación Tierra del Pan, al norte, por el abundante cultivo de trigo y la Tierra del Vino, al sur, debido a su producción.

### Deportes tradicionales
- Aluche, también conocida popularmente como vueltas, marañas o luchas, es uno de los principales deportes autóctonos de la provincia de provincia de Zamora, perteneciendo al ámbito de los denominados deportes de combate. Esta modalidad de lucha tradicional del Reino de León, evolucionó a lo largo del siglo XX hasta el punto de haber pasado de ser un pasatiempo y entretenimiento de las fiestas y romerías para convertirse en un deporte espectáculo que trata de ser seña de identidad.
- La pelota a mano es otro de los deportes tradicionales de la provincia de Zamora, de ahí la presencia, casi obligada, de al menos un trinquete o frontón en cada uno de sus pueblos.

### Idiomas
Leonés

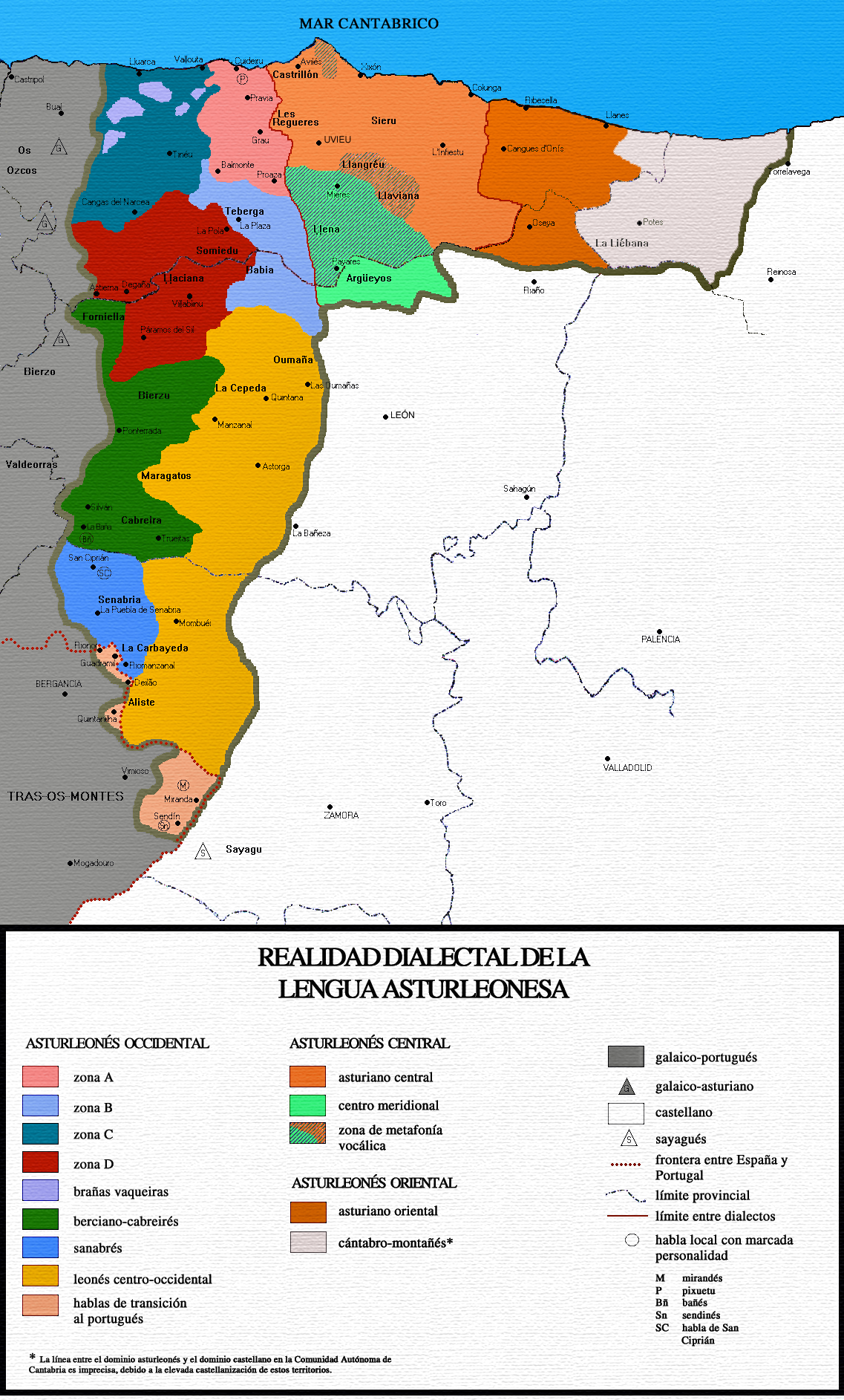
Mapa dialectal del dominio lingüístico asturleonés

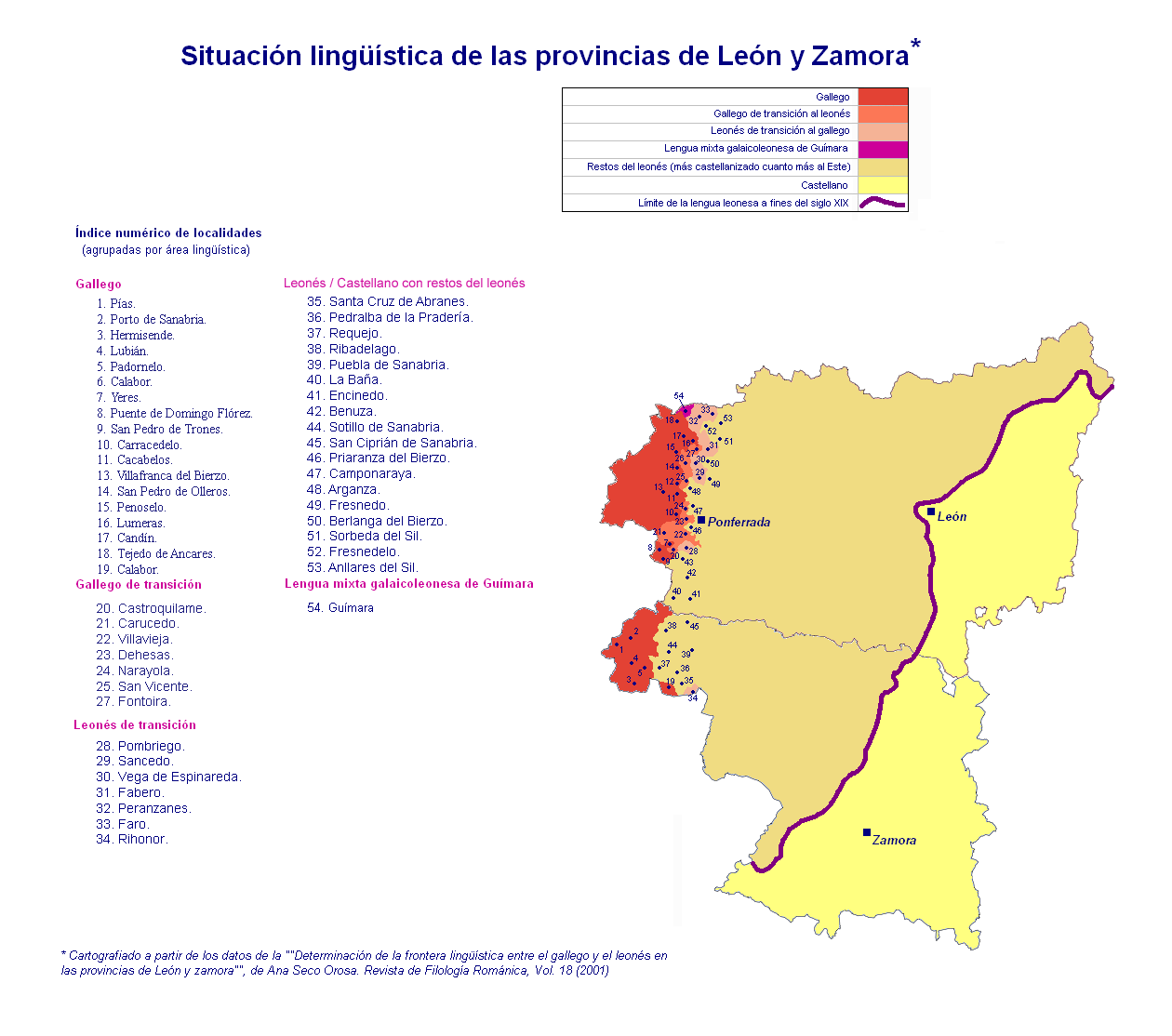
Mapa lingüístico actual de las provincias de Zamora y León en el cual aparece la extensión del gallego

Actualmente, la Unesco cataloga al conjunto asturleonés como idioma en peligro de extinción.
Gallego (solo en la comarca de Alta Sanabria)
La lengua gallega está presente en varios municipios de la zona occidental de la provincia en contacto con la comunidad autónoma de Galicia y el número de hablantes, según un estudio del profesor Xosé Henrique Costas, es de más de 23 000, siendo usado en un 60 % por las personas mayores de 65 años. Hay autores que sostienen que el hablado en la provincia surgió evolucionando de una hibridación del gallego, asturiano, leonés y castellano, dialecto conocido como dialecto Alta Sanabria, con caracteres propios diferenciados y con variaciones dialectales locales según la zona. En su defensa y promoción trabajan organizaciones como Fala Ceibe y, al igual que el leonés, es reconocido por la Junta de Castilla y León, indicándose lo siguiente en el artículo 5.º del estatuto de autonomía:

## Economía

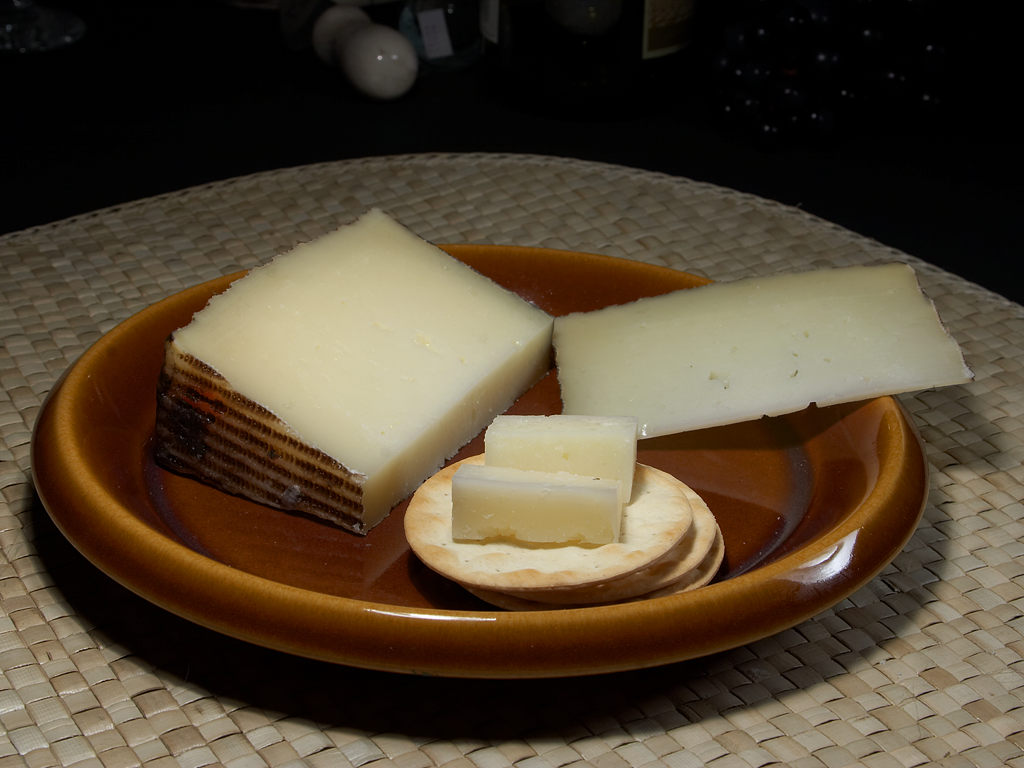
Queso zamorano

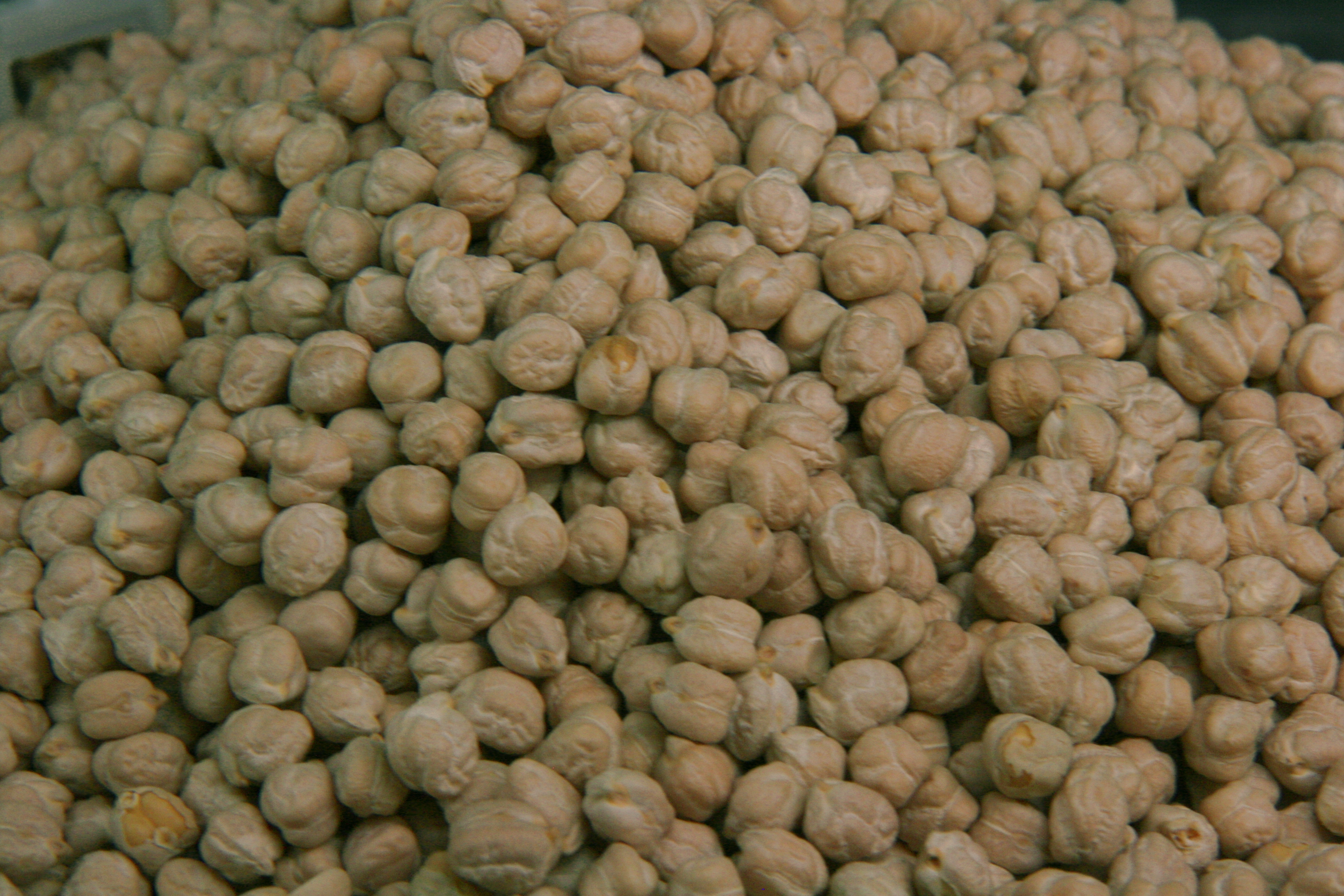
Garbanzo de Fuentesaúco

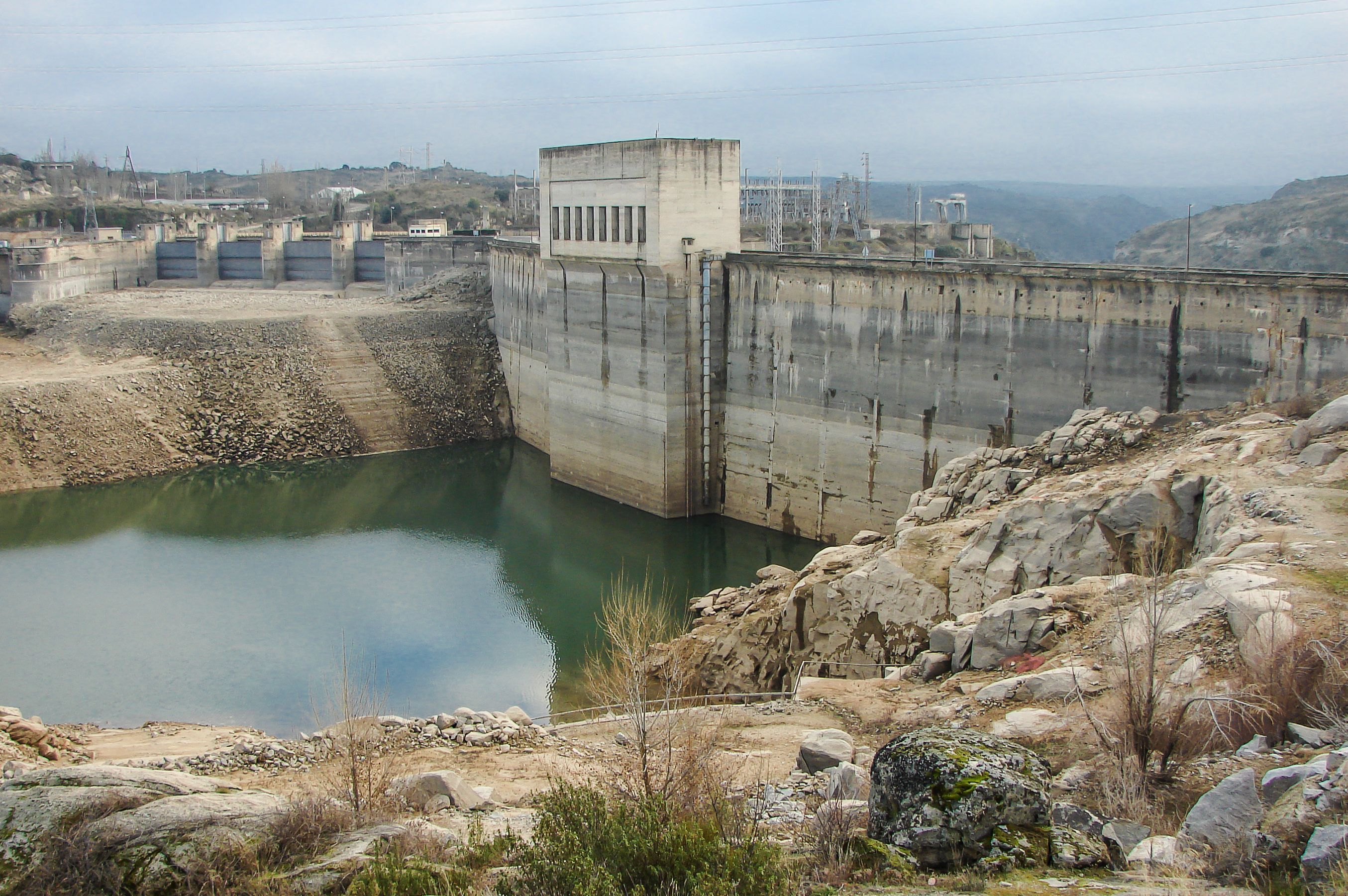
La presa de Ricobayo fue la primera de los Saltos del Duero en llevarse a cabo

Es una provincia poco industrializada, con un gran peso de los sectores terciario y primario. La estructura empresarial de la provincia se sustenta, sobre todo, en el sector servicios con 5043 empresas y 37837 trabajadores afiliados.
Algunos productos zamoranos han sido objeto del amparo y la protección de denominaciones oficiales, dadas sus especiales características singulares, entre ellos:
- Vino de los Arribes (Denominación de Origen)
- Vino de la Tierra del Vino (Denominación de Origen)
- Garbanzo de Fuentesaúco (Indicación Geográfica Protegida)
- Ternera de Aliste (Indicación Geográfica Protegida)
- Chorizo Zamorano (Marca de garantía)
- Queso Zamorano (Denominación de Origen)
- Vino de los Valles de Benavente (Vino de Calidad)
- Vino de Toro (Denominación de Origen)
- Harina Tradicional Zamorana (Marca de Garantía)
- Pimiento de Benavente (Indicación Geográfica Protegida)[61]
- Lechazo de Castilla y León (Indicación Geográfica Protegida)
- Setas de Castilla y León (Marca de Garantía)[62]

El sector minero de la piedra natural en la provincia de Zamora, está representado por los materiales que se exponen a continuación, agrupados con un criterio litológico:
| Producto | Nombre comercial       | Extracción        | Características                                                   | Situación                                       |
| -------- | ---------------------- | ----------------- | ----------------------------------------------------------------- | ----------------------------------------------- |
| Cuarcita | Cuarcita de Ferreruela | Lajas y tacos     | Tonos grises y óxidos                                             | Ferreruela                                      |
| Gneises  | Piedra de Sanabria     | Lajas y tacos     | Gneis de grano fino a grueso y gneis de color gris verdoso-marrón | Trefacio, Manzanal de Arriba y Villar de Farfón |
| Granito  | Gris Duero             | Bloque diseminado | Leucogranito de dos micas de grano fino                           | Fornillos de Fermoselle                         |
| Granito  | Silvestre Sayago       | Bloque            | Leucogranito de dos micas de grano medio/grueso                   | Pasariegos                                      |
| Granito  | Rojo Sayago            | Bloque diseminado | Episienita porfídica de grano grueso. Color rojo.                 | Piñuel                                          |
| Pizarra  | Pizarra de Aliste      | Bloque            | Pizarra negra y gris muy oscura                                   | Riofrío de Aliste, Abejar y Boya                |

Las aguas del río Duero, del Tera, del Esla, del Bibey y del Tormes han sido embalsadas a lo largo de su curso por la provincia para aprovechamiento hidroeléctrico, siendo los embalses de mayor capacidad el de Almendra en el Tormes y el de Ricobayo en el Esla.

## Transporte y comunicaciones

### Carreteras

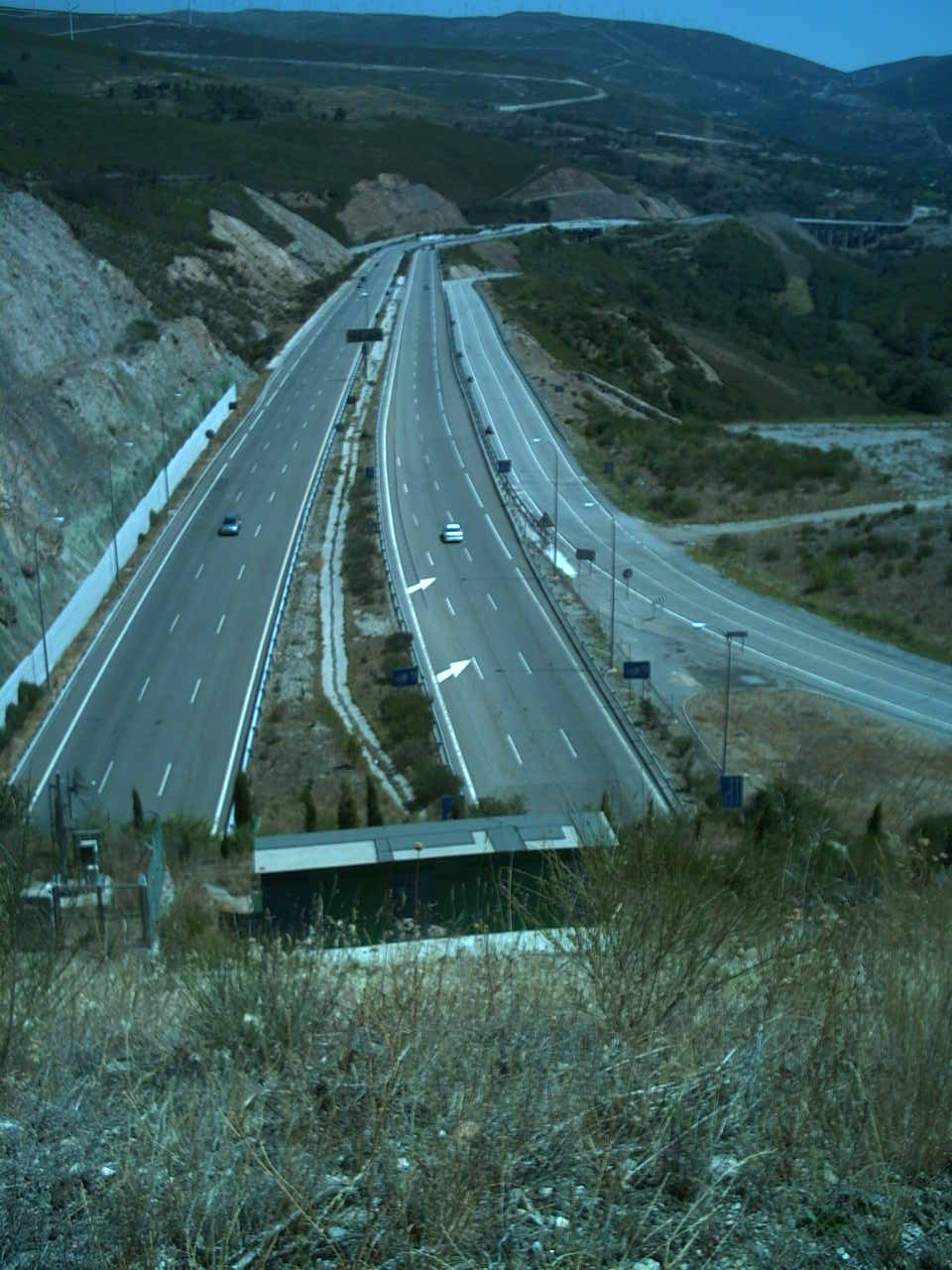
A-52 en el valle de Lubián

Dentro de la provincia, destacan las autovías del Noroeste, la Ruta de la Plata, las Rías Bajas o el Duero. En ferrocarriles existen dos líneas, una en funcionamiento (línea Medina del Campo-Orense —sustituyéndose actualmente por la LAV Madrid-Galicia—) y otra clausurada (línea Astorga-Plasencia, que forma parte del Ferrocarril Vía de la Plata y que actualmente se discute su reapertura como línea de mercancías).
| Identificador | Nombre                    | Desde/Hasta      | Ciudades importantes de Zamora por donde pasa |
| ------------- | ------------------------- | ---------------- | --------------------------------------------- |
|               | Autovía del Noroeste      | Madrid-La Coruña | Villalpando, Benavente                        |
|               | Autovía del Duero         | Soria-Zamora     | Toro, Zamora                                  |
|               | Autovía de las Rías Bajas | Benavente-Vigo   | Benavente, Puebla de Sanabria                 |
|               | Autovía de Castilla       | Burgos-Portugal  | Cañizal                                       |
|               | Autovía Ruta de la Plata  | Gijón-Sevilla    | Benavente, Zamora, Morales del Vino           |

| Identificador | Nombre                                          | Localidades importantes de Zamora por donde pasa |
| ------------- | ----------------------------------------------- | ------------------------------------------------ |
|               | Carretera de Madrid a La Coruña                 | Villalpando, Benavente                           |
|               | Carretera de Zaragoza a Portugal por Zamora     | Toro, Zamora, Alcañices                          |
|               | Carretera de Benavente a Santiago de Compostela | Benavente, Puebla de Sanabria                    |
|               | Carretera de Palencia a Benavente               | Villanueva del Campo, Castrogonzalo, Benavente   |
|               | Carretera de Burgos a Portugal por Salamanca    | Cañizal                                          |
|               | Carretera de Gijón al Puerto de Sevilla         | Benavente, Zamora                                |
|               | Conexión N-630 / A-52                           | Tábara                                           |

| Nombre | Desde/Hasta        | Ciudades importantes de Zamora por donde pasa |
| ------ | ------------------ | --------------------------------------------- |
|        | Lisboa-Gürbulak    | Cañizal,                                      |
|        | Tordesillas-Oporto | Toro, Zamora, Alcañices                       |

## Patrimonio

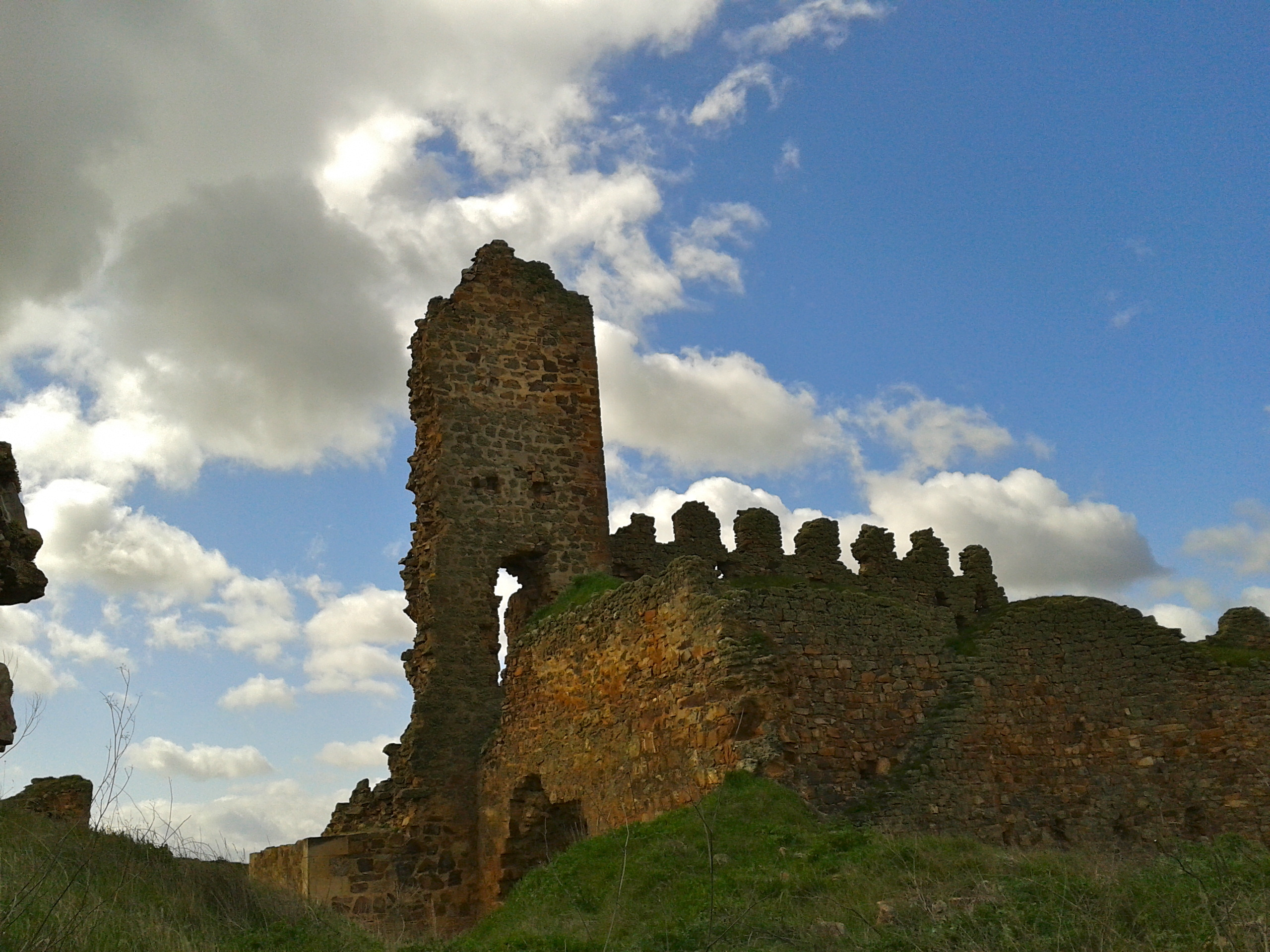
Ruinas de Castrotorafe, en el municipio de San Cebrián de Castro

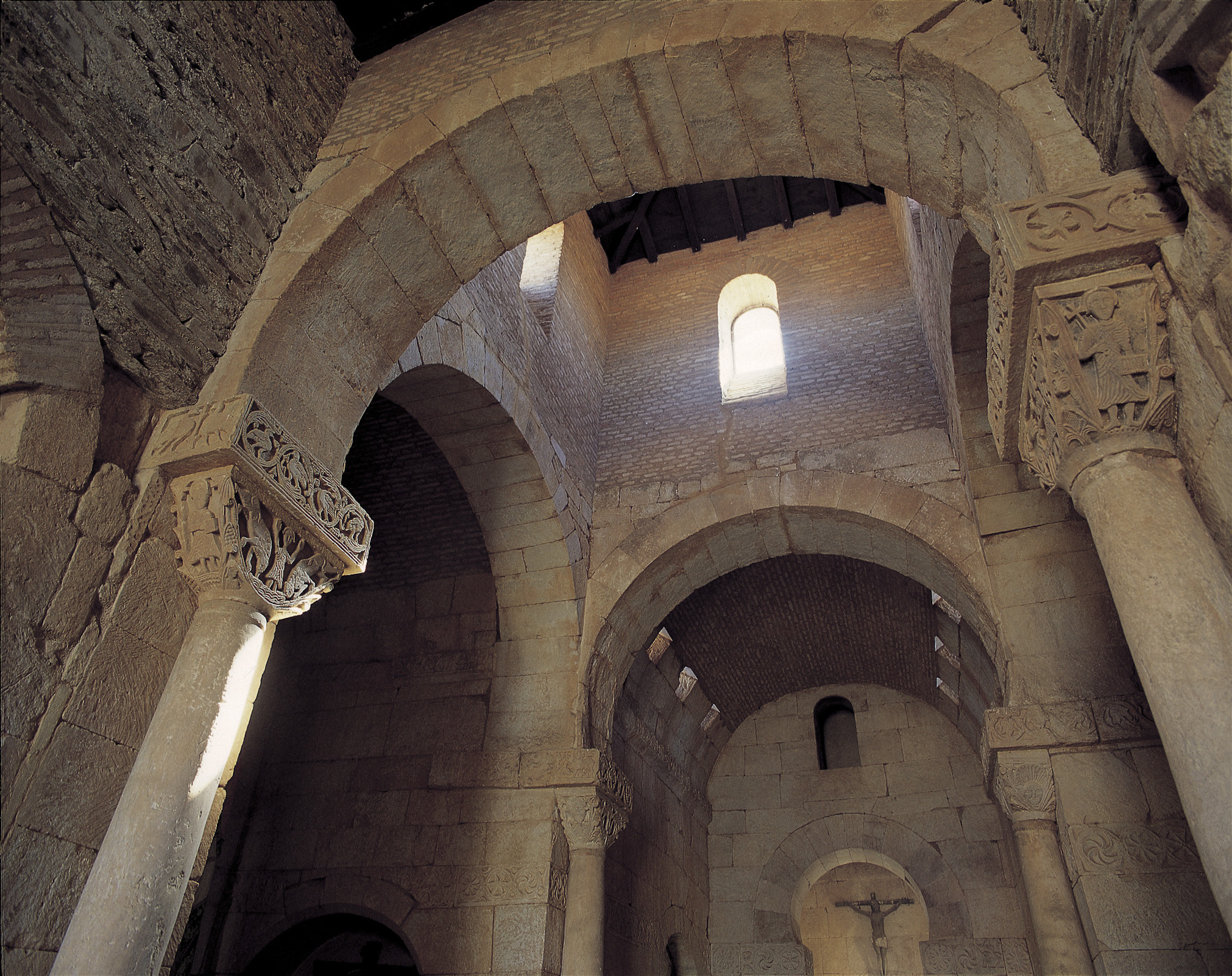
San Pedro de la Nave, Campillo

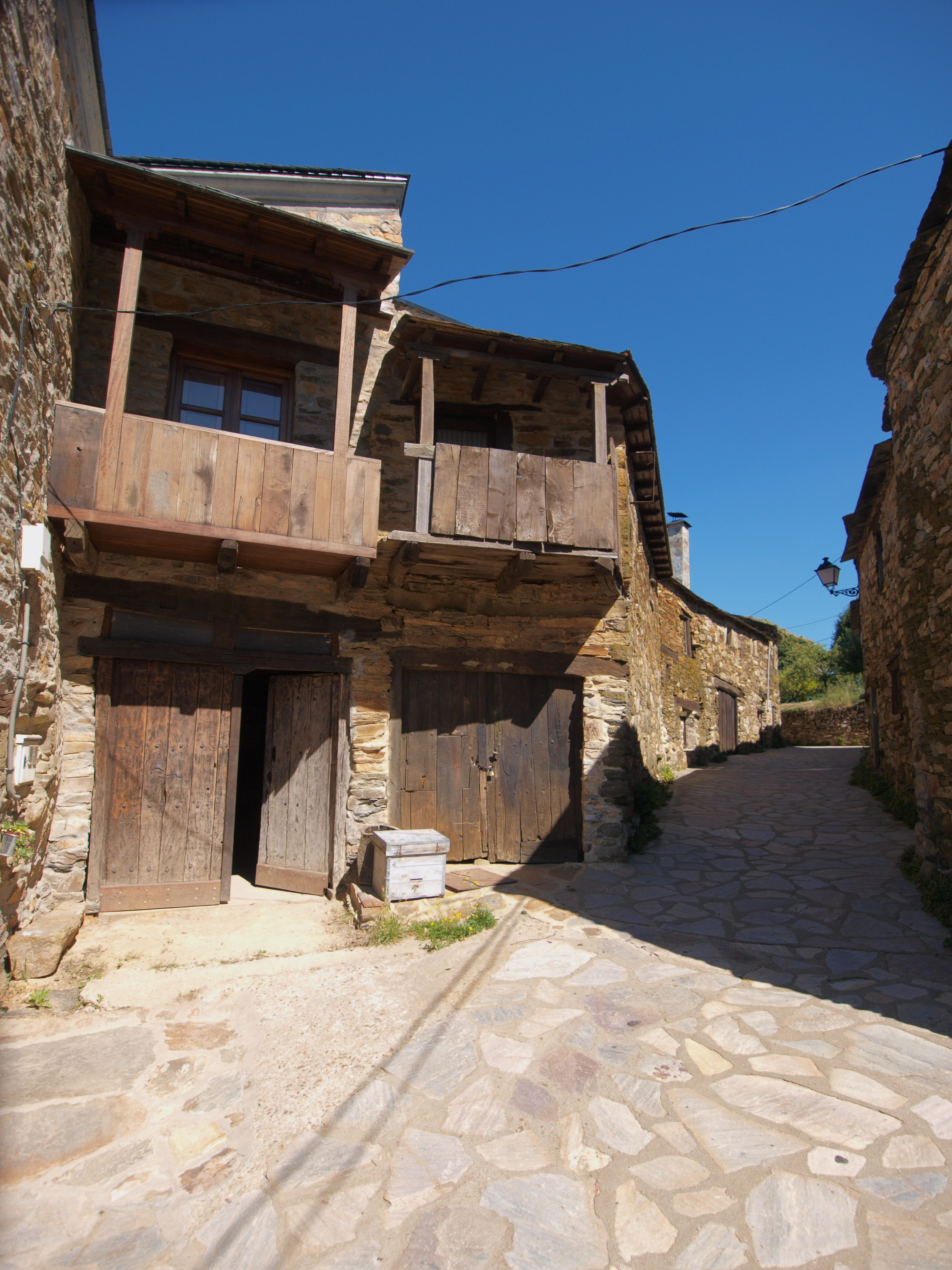
Santa Cruz de los Cuérragos

La provincia de Zamora cuenta con 144 Bienes de Interés Cultural (BIC) de los 2293 que existen en Castilla y León, una cifra importante, pero relativamente pequeña en la comparación interprovincial de su comunidad. De las nueve provincias, la de Zamora es una de las que menos bienes aporta, situándose muy por debajo de Burgos que cuenta con 436 bienes. El número de BIC de Zamora no se corresponde con su potencial histórico, artístico o arquitectónico, por lo que el catálogo existente en esta provincia está muy condicionado por las actuaciones de las distintas comisiones de Patrimonio que se han sucedido a lo largo de los años. Hay que tener en cuenta que la declaración BIC es una marca de calidad que pone en valor el patrimonio de una localidad o territorio y que su promoción atrae el turismo como fuente que genera riqueza y empleo.
No obstante, cabe destacar que de los 144 bienes, dos pertenecen a la categoría inmaterial, constituyendo una de las provincias, junto con Valladolid, que mayor reconocimientos de este tipo ostenta. Así, desde abril de 2014, la Semana Santa de Bercianos de Aliste recibió esta condecoración al constituir «una relevante y singular manifestación cultural con orígenes en el siglo XVI, que se ha mantenido inalterada hasta nuestros días, transmitiéndose de padres a hijos como un patrimonio vivo y seña de identidad de toda una comunidad». Por otro lado, desde abril de 2015, la Pasión zamorana: ritos, esencia y territorio de Zamora también fue declarada Bien de Interés Cultural inmaterial siendo justificada del siguiente modo: «El conjunto histórico de la Ciudad de Zamora se convierte en elemento inherente a esta expresión cultural, en escenario y marco singular para esta representación, que no podría comprenderse sin el urbanismo y arquitectura de la ciudad. La estética de la Pasión Zamorana encuentra en la arquitectura de la ciudad el escenario idóneo para su puesta en escena. El trazado urbano de Zamora, con sus calles y plazas, sus construcciones históricas y el conjunto de iglesias románicas que conserva, conforman el decorado perfecto para esta representación, en la que los propios habitantes de la ciudad, junto con los visitantes, son los espectadores, actores y figurantes en este singular y relevante hecho cultural. Los recorridos, los lugares de culto o el Museo de Semana Santa, son el contexto espacial en el que se desarrolla la Pasión Zamorana, en el que se incardina la esencia, el espíritu y religiosidad de sus gentes, clave para la lectura e interpretación de la celebración».